# Áreas protegidas de Francia

Parques nacionales (rojo), regionales (verde) y marítimos (azul) de Francia.

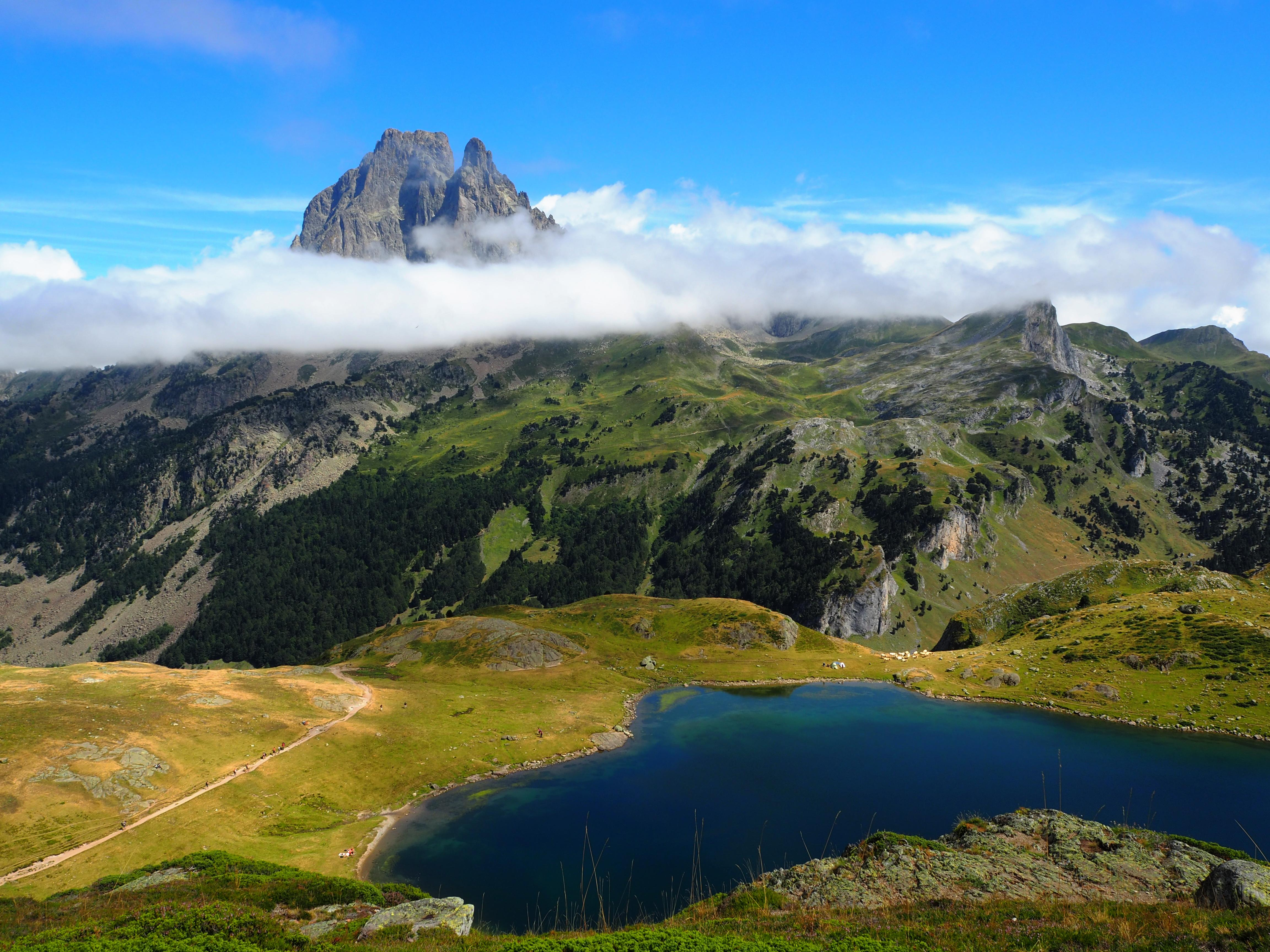
Pico de Midi d'Ossau y lago Roumassot en el Parque nacional de los Pirineos.

Según la IUCN, en Francia, en 2025, hay 6804 áreas protegidas que cubren 157.294 km², el 28,63% del territorio de 549.349 km², y 173.032 km² de superficie marina, el 49,76% del área que pertenece a Francia, 347.760 km². De estas, 8 son parques nacionales, 151 son reservas naturales nacionales, 56 son parques naturales regionales, 7 son reservas de la naturaleza corsas, 175 son reservas biológicas forestales, 85 son reservas biológicas forestales integrales, 1004 son biotopos protegidos, 8 son zonas colchón de parques nacionales, 4 son reservas integrales en parques nacionales, 11 son reservas nacionales de caza y naturaleza, 6 son parques naturales marinos, 181 son reservas naturales regionales, 2417 son tierras adquiridas para la conservación de áreas naturales regionales, 623 son tierras adquiridas para la conservación del litoral, 16 son perímetros protegidos en torno a reservas naturales nacionales, 187 son geotopos protegidos y 3 son hábitats naturales protegidos. A nivel regional, hay 5 áreas protegidas especiales de importancia mediterránea, según el Convenio de Barcelona para la protección del Mar Mediterráneo, 39 son áreas marinas protegidas, 14 son sitios de importancia comunitaria, 1340 son áreas de conservación especial y 407 son áreas de protección especial para las aves. De importancia internacional, hay 8 reservas de la biosfera de la Unesco (en las páginas de la Unesco constan 13), 3 sitios patrimonio de la humanidad y 55 sitios Ramsar.

## Parques nacionales
- Parque nacional de la Vanoise

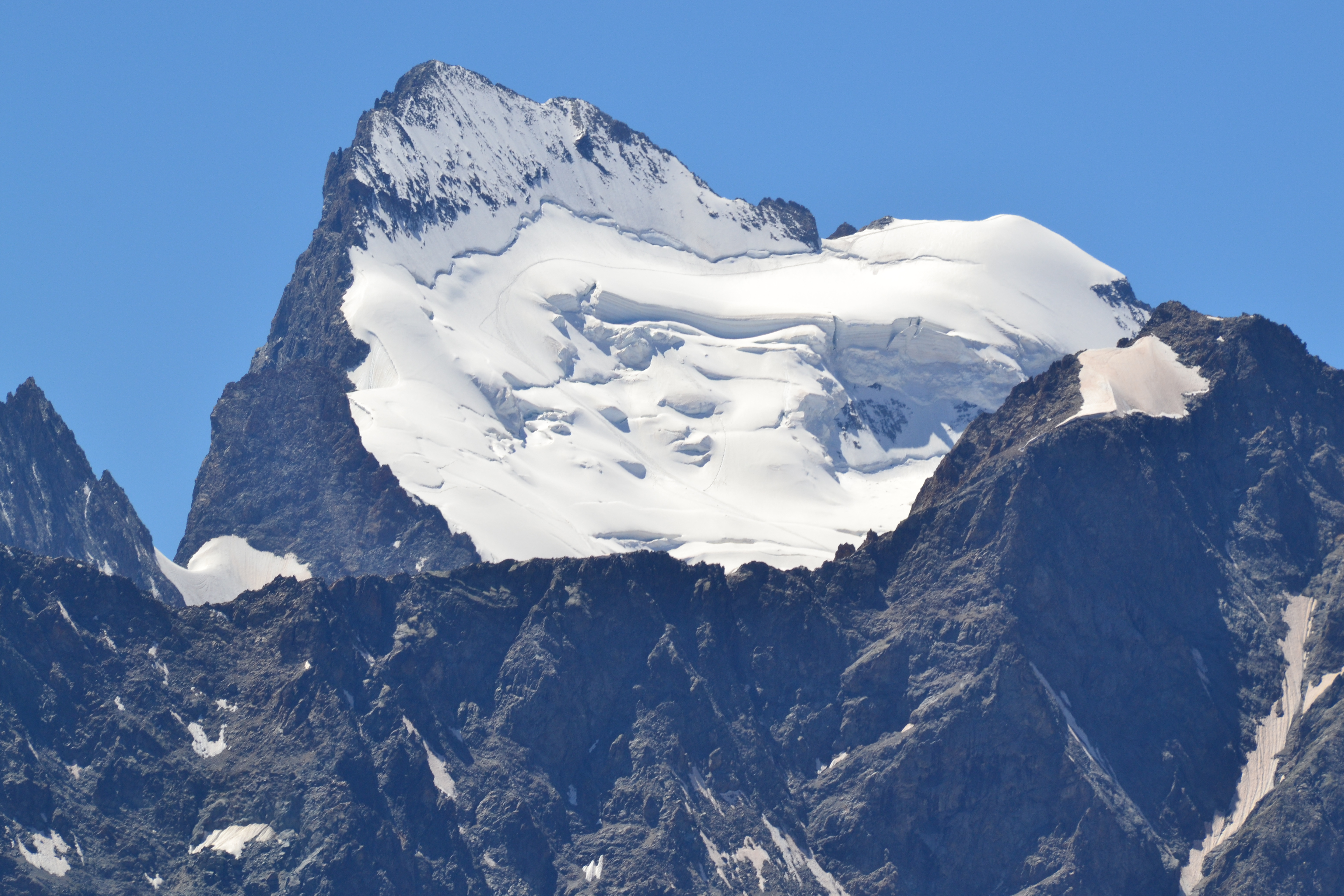
Parque nacional de Écrins

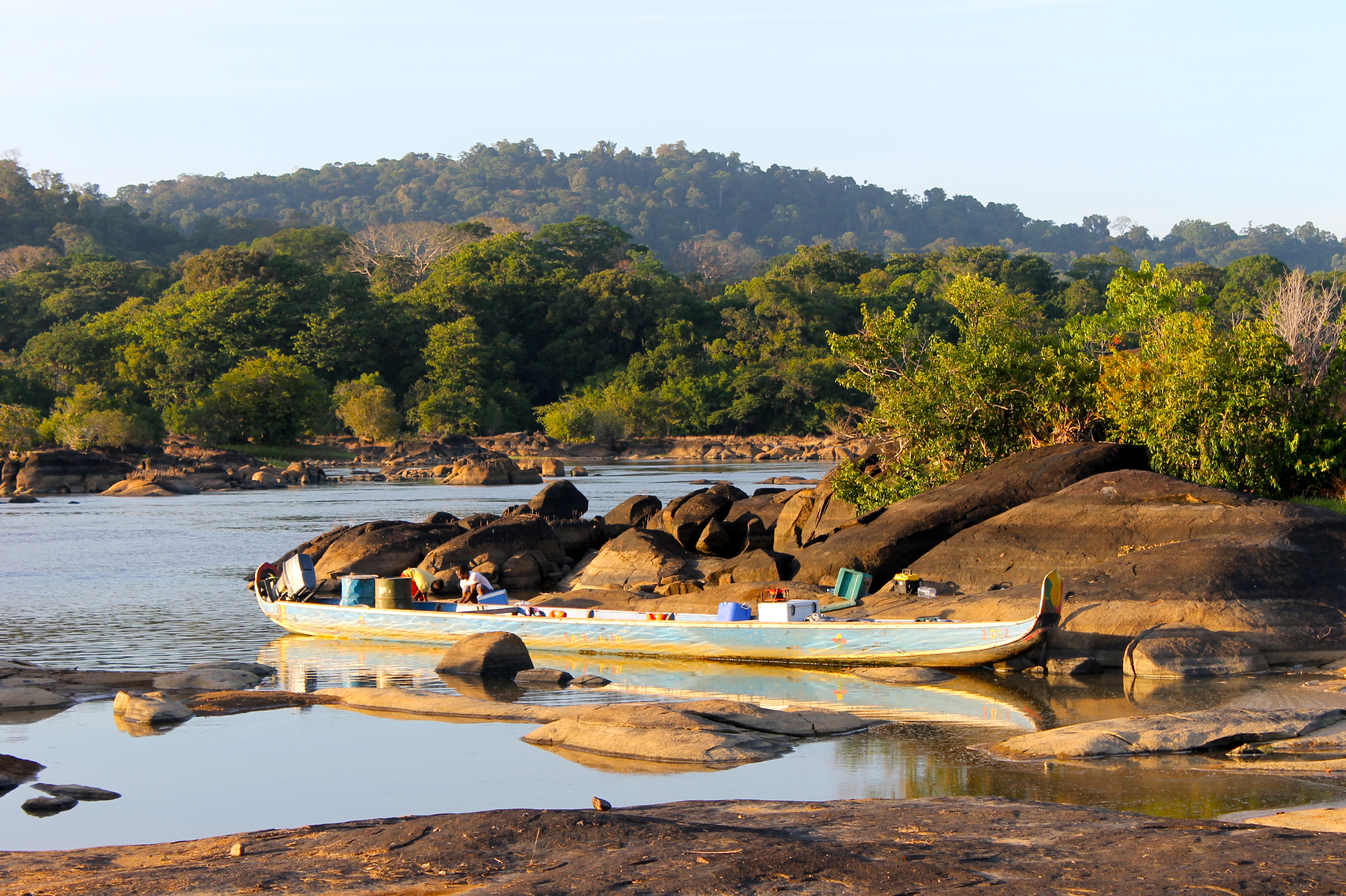
Parque amazónico de Guayana

- Parque nacional de Port-Cros (marino)
- Parque nacional de los Pirineos
- Parque nacional de las Cevenas
- Parque nacional de Écrins
- Parque nacional de Mercantour
- Parque nacional de Calanques (marino)
- Parque nacional de Forêts

#### En los territorios de Ultramar
- Parque nacional de Guadalupe

- Parque amazónico de Guayana
- Parque nacional de La Reunión

## Parques naturales marinos

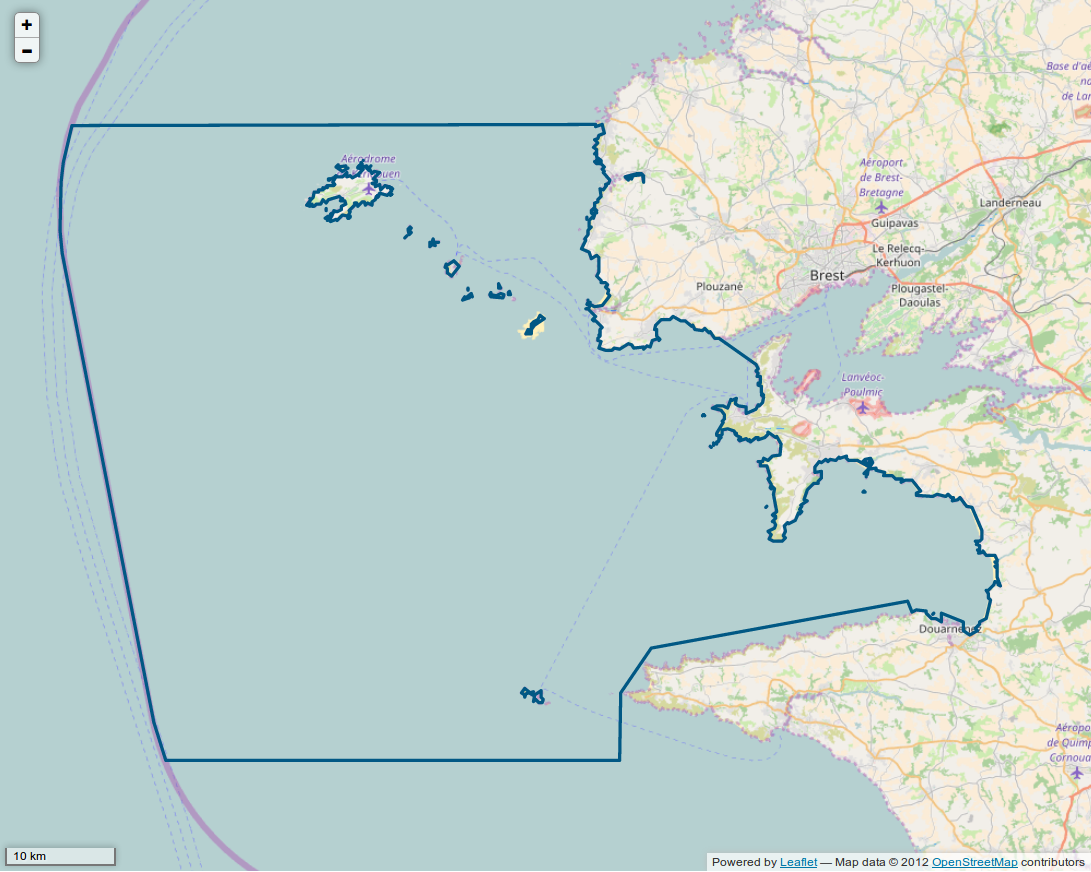
Parque natural marino de Iroise. Las islas pertenecen al Parque natural regional de Armórica.

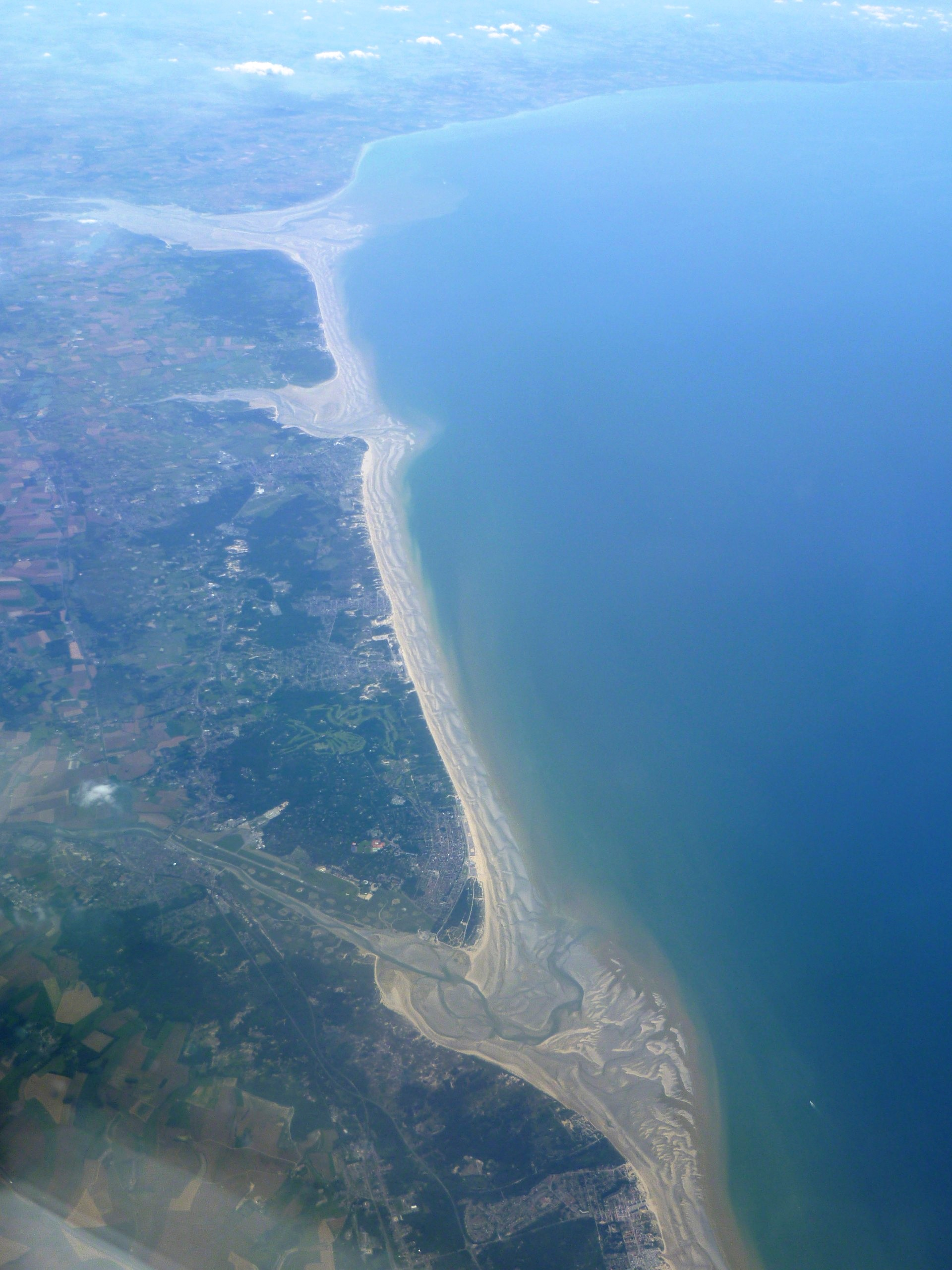
Los tres grandes estuarios picardos del Parque natural marino de los estuarios picardos y el mar de Ópalo

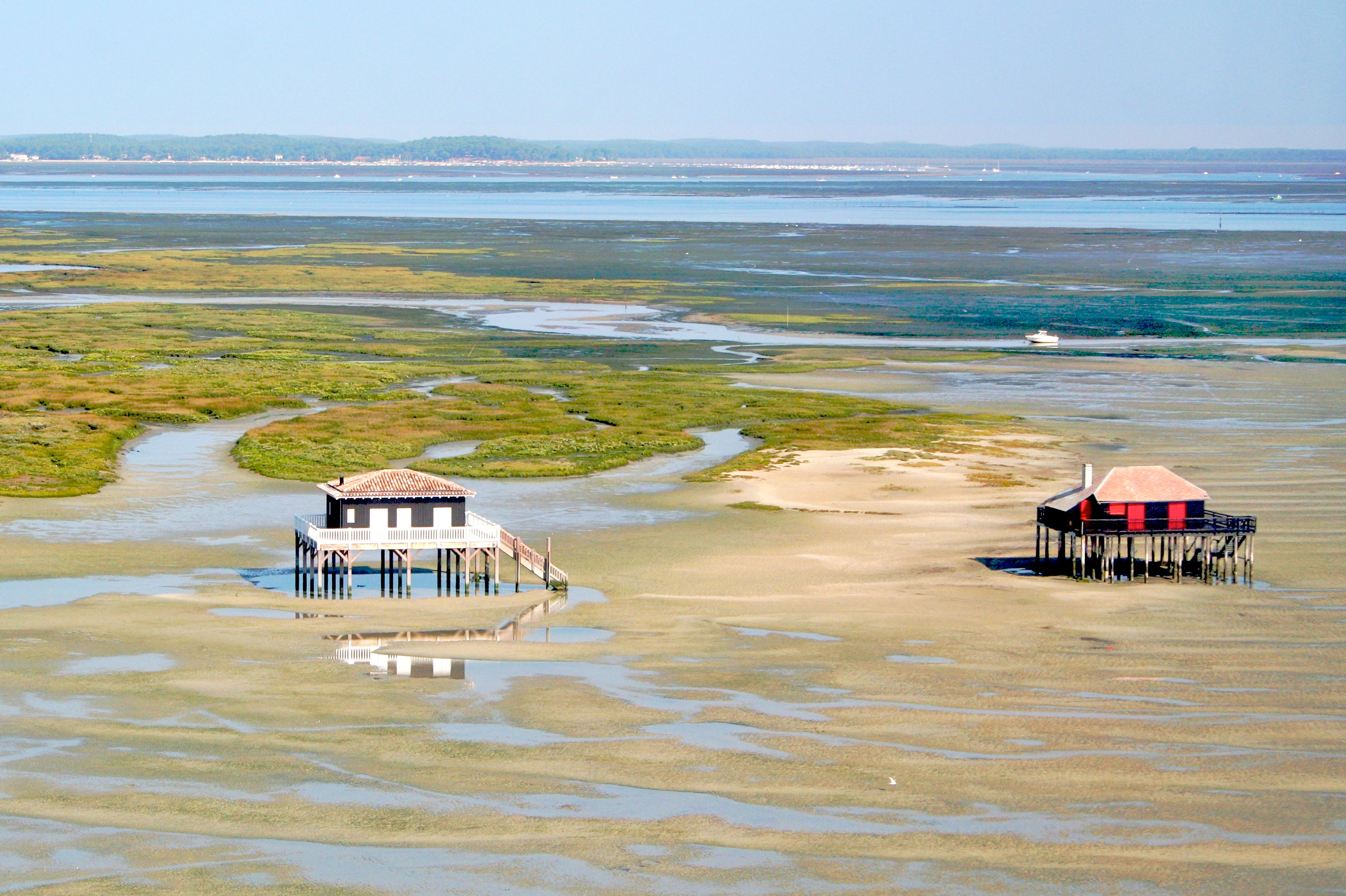
Casas sobre palafitos en el Parque natural marino de la cuenca de Arcachón

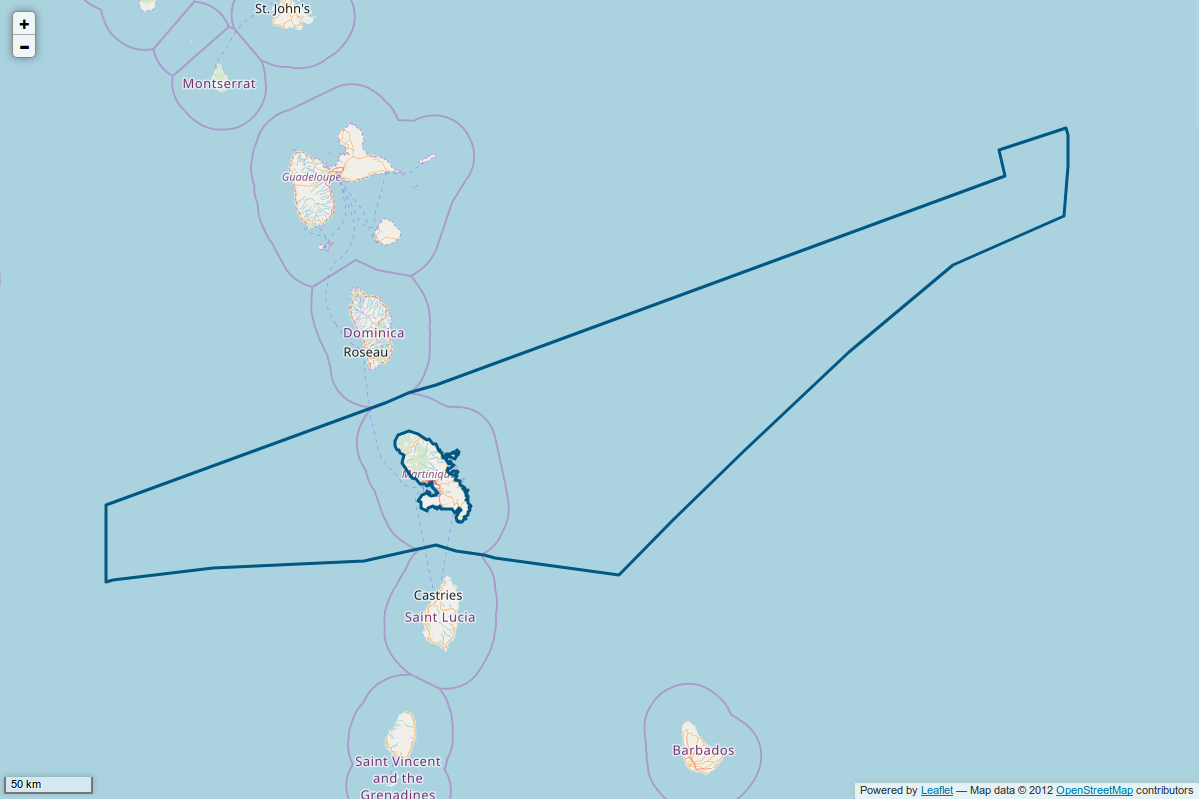
Perímetro del Parque natural marino de Martinica.

- Parque natural marino de Iroise, 3550 km² de zonas sumergidas, entre los paralelos 48°31'N (al norte de la isla de Ouessant) y 47°59'N (al sur de la isla de Sein). Sigue la costa al este a excepción de la rada de Brest y hasta el límite de 12 millas de las aguas territoriales. No se incluye tierra firme, pero una parte de esta está incluida en el Parque natural regional de Armórica. Incluye la reserva de la biosfera del mar de Iroise, en Finisterre, en la región de Bretaña, al oeste de Brest. Formalizado en 2007, es el primer parque natural marino creado en Francia. El Iroise, rico en plancton, es conocido por el campo de algas marinas más grande de Europa, con más de 300 especies. Es un espacio privilegiado para la lota, el cangrejo, el bogavante y la langosta. Hay colonias de focas grises y grandes delfines. Entre las aves, el gavión atlántico, el paíño europeo, la pardela pichoneta y las gaviotas.

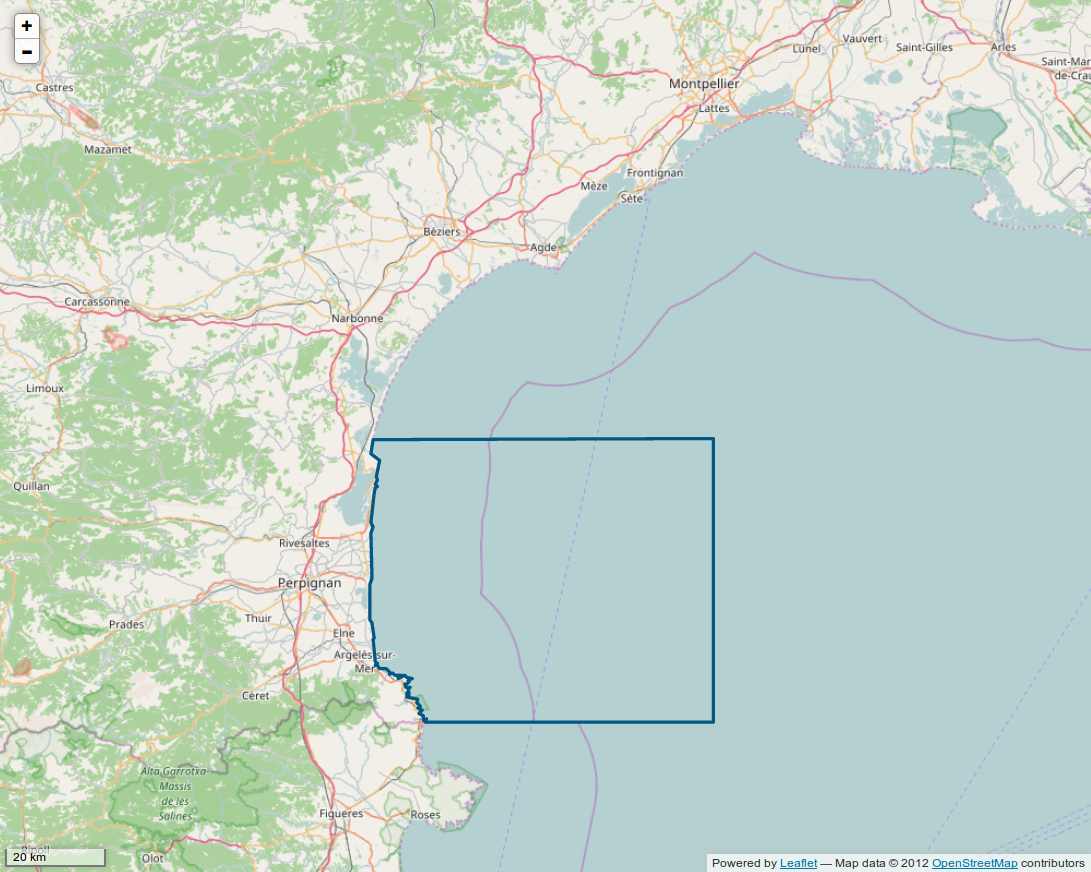
Perímetro del Parque natural marino del Golfo de León.

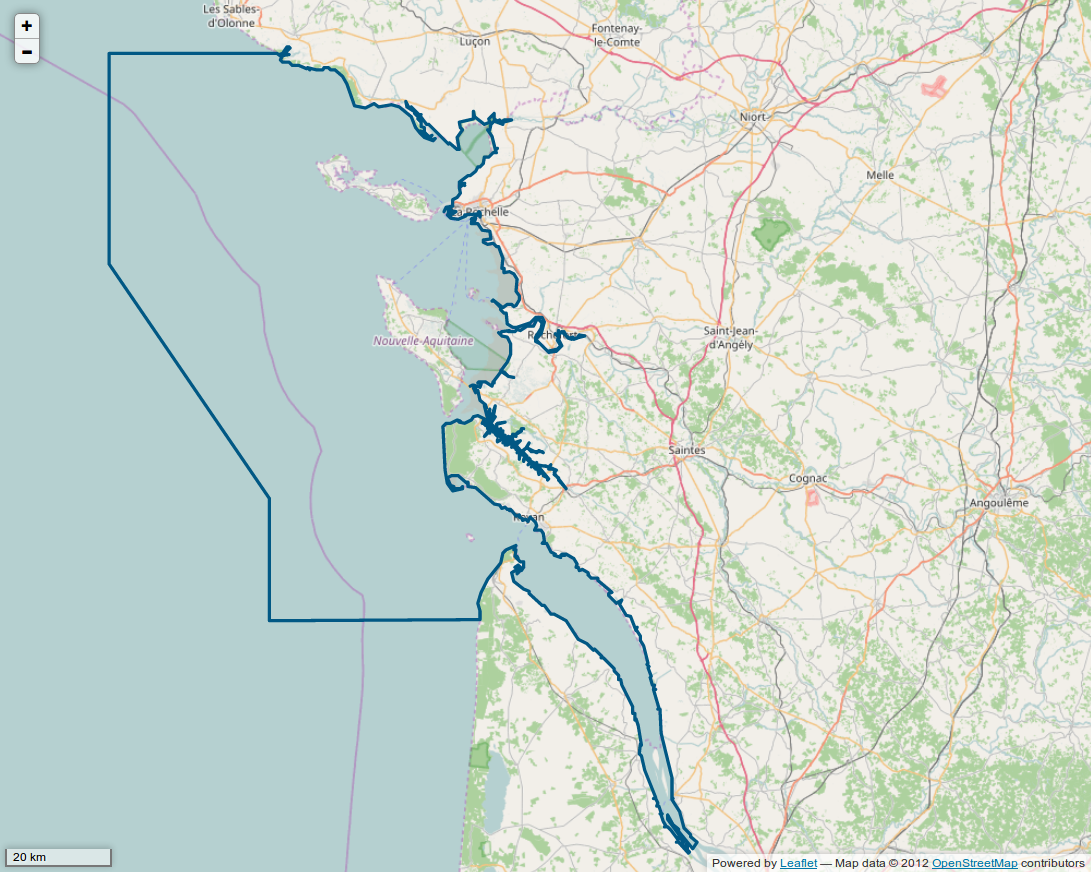
Perímetro del Parque natural marino del estuario de la Gironda y del mar de Pertuis

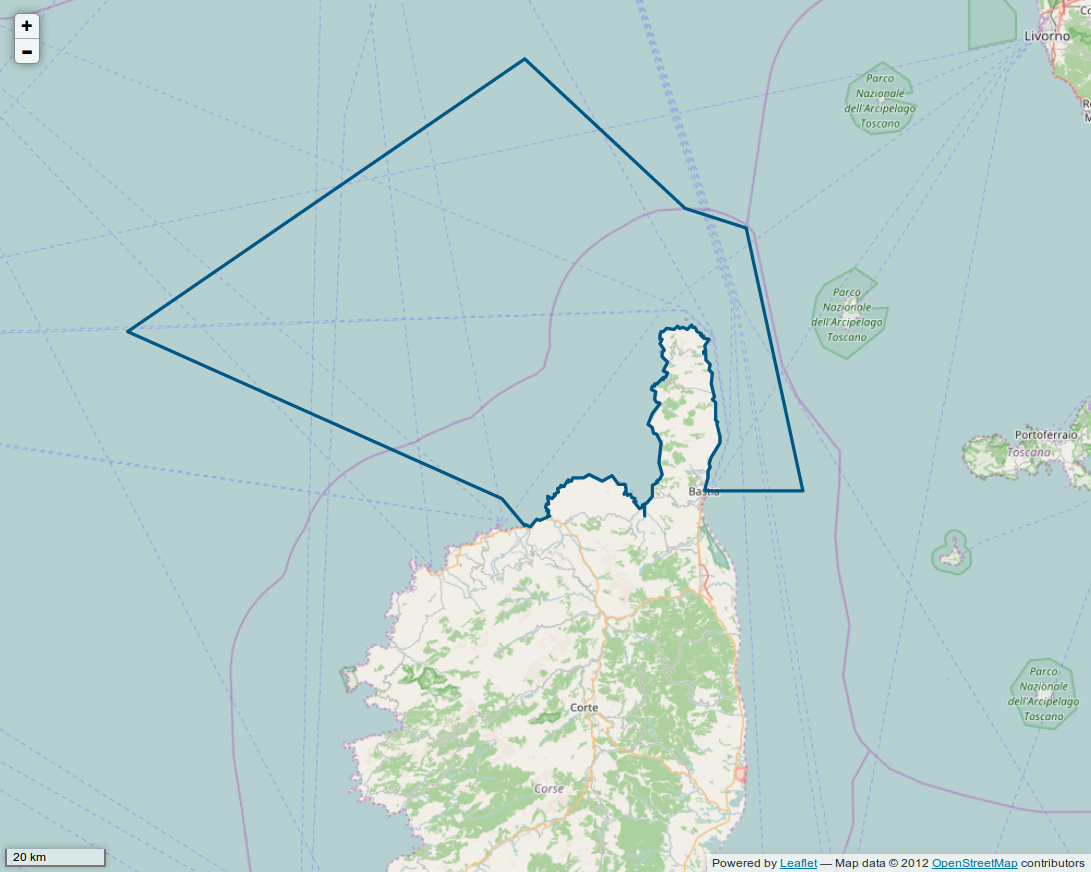
Perímetro del Parque natural marino del Cap Corse y el Agriates

- Parque natural marino del Golfo de León, 4019 km². Es el primero del Mediterráneo, creado en 2011. Se extiende más de 100 km de costa entre Leucate, en el Aude, y Cerbère, en los Pirineos Orientales, en la frontera española. Su límite está fijado en 35 millas náuticas, unos 60 km de la costa, con profundidades que alcanzan los 1200 m. Incluye la Reserva natural marina de Cerbère-Banyuls, primera reserva marina francesa, creada en 1978, con 650 ha, entre las comunas de Cerbère y Banyuls-sur-Mer.[3]

- Parque natural marino de los estuarios picardos y el mar de Ópalo, 2347 km². Creado en 2012 frente al canal de la Mancha, está situado frente a siete ríos cortos, de sur a norte, el Bresle, el Somme, el Authie, el Canche, el Liane, el Wimereux y el Slack, que cubren 118 km de costa. Todos estos ríos de corriente lenta se encuentran con importante mareas asociadas a vastas zonas intermareales, bordeadas por dunas costeras localmente bien conservadas y un importante complejo de marismas tras el litoral, que sirven de corredores de migración aviar. Es el lugar donde las mareas son más altas y rápidas del canal de la Mancha. Cada río posee su estuario, de los que destacan el estuario o bahía del Somme, la bahía de Authie y la bahía de Canche. Estos estuarios se conocen como estuarios picardos, típicos de la Costa de Ópalo francesa. La costa de Ópalo bordea el canal de la Mancha y el mar del Norte. Los estuarios picardos son un tipo de costa resultante de la acción combinada de los vientos, las mareas y el choque de los ríos que llegan perpendicularmente al mar, así como de la corriente marina costera (FMC, fleuve marin côtier o río costero marino en francés) que las lleva hacia el norte. Dos de los estuarios están protegidos como Reserva natural nacional de la bahía de Canche y Reserva natural nacional de la bahía de Somme. Esta última incluye el Parque ornitológico de Marquenterre.[4] Una parte significativa de la biodiversidad marina se nutre de la cadena alimentaria surgida de los estuarios, con más de 1200 especies de invertebrados y más de 80 de peces, crustáceos, vegetales y moluscos. Quedan algunos bosques submarinos de Laminarias.[5]

- Parque natural marino de la cuenca de Arcachón, 420 km². Creado en 2014, es el segundo de Aquitania, donde enlaza por el norte con el Parque natural marino del estuario de la Gironda y del mar de Pertuis. Engloba la totalidad de la bahía de Arcachón, así como una porción de litoral oceánico con una anchura de 3 millas náuticas, entre Le Porge, al norte y Biscarrosse, al sur.[6]

- Parque natural marino del estuario de la Gironda y del mar de Pertuis, 6500 km², al norte del Parque natural marino de la cuenca de Arcachón, en la región de Nueva Aquitania. Creado en 2015, va desde las costas de la Vandea (Vendée) hasta la Gironda, pasando por el Charente Marítimo. Protege en su seno, el Pertuis d'Antioche (estrecho de Antioquía) el archipiélago charentés (con las islas de Oléron, Ré, Aix y Madame), las desembocaduras de los ríos Payré, Lay, Charente, Sèvre Niortaise y Seudre, así como el estuario de Gironda.

- Parque natural marino del Cap Corse y el Agriates, 6830 km². Al norte de la isla de Córcega. La zona marina protegida se extiende hacia el norte y el noroeste desde unos 100 km de costa que van desde la península de Cap Corse y el desierto de los Agriates a la Balagne.[7] Dentro de la zona protegida está prohibida la pesca a menos de diez metros de la línea de la costa. Por otro lado, dentro de la reserva, creada en 2012, se encuentra un biotopo protegido desde 1998, el arrecife coralino de San Fiurenzu (Saint Florent), creado para proteger una pradera de Posidonia oceanica. Un estudio de 2020 mostró que también era importante la presencia de la fanerógama marina seba.[8] Una epizootia diezmó las nacras en 2020.[9] El parque forma parte también del santuario Pelagos, un espacio marítimo de 87.500 km², fruto de un acuerdo entre Italia, Mónaco y Francia para la protección de los mamíferos marinos (ballenas y delfines). Forma un abanico que va desde el norte de la isla de Cerdeña, englobando Córcega, hasta la península de Giens, en Francia, y el Fosso del Chiarone, en la Toscana meridional.[10]

#### En los territorios de Ultramar

Parque natural del mar del Coral, que rodea Nueva Caledonia, al sur del océano Pacífico.

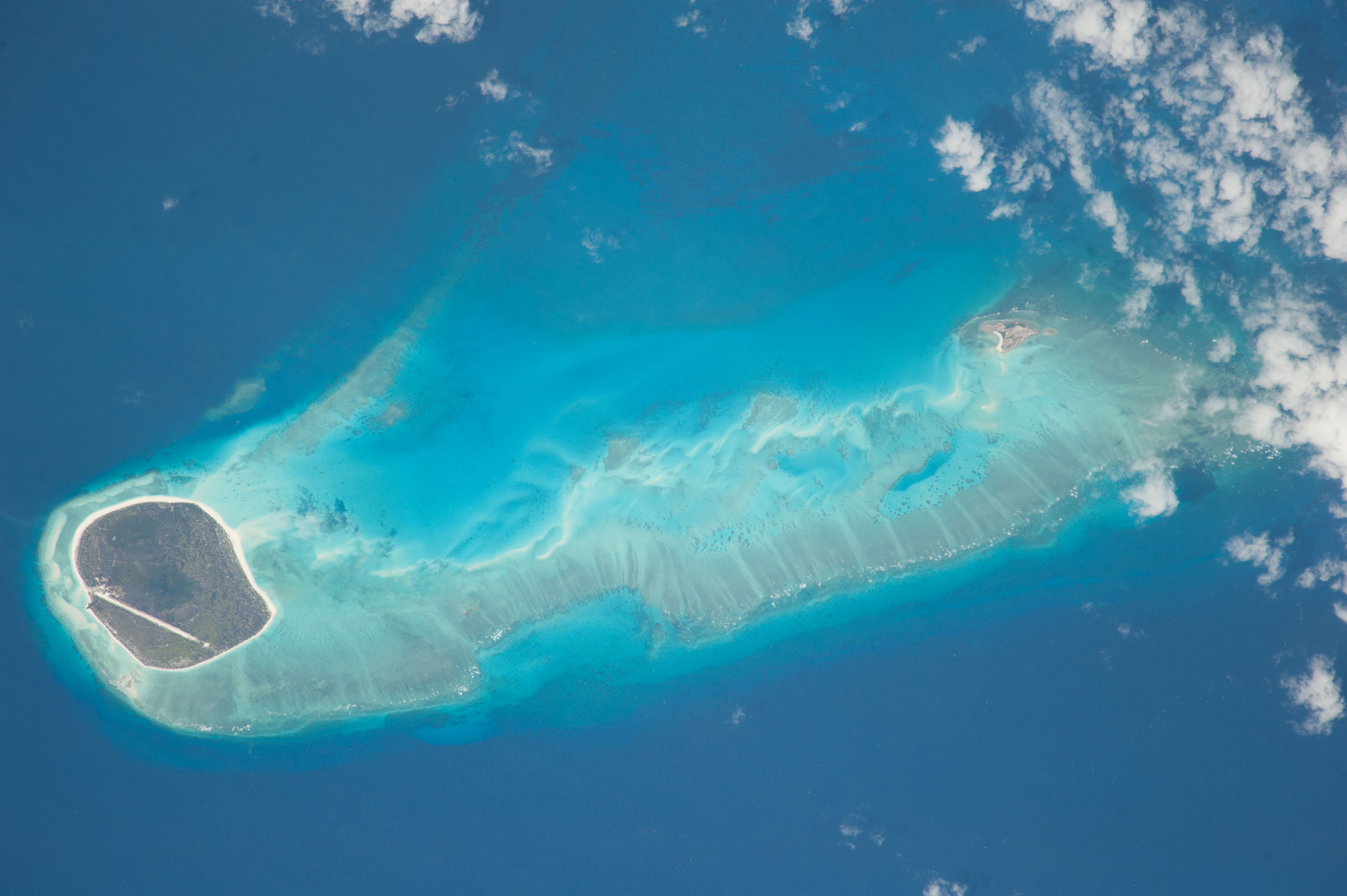
Reserva natural nacional del archipiélago de las Gloriosas, creado en 2021 a partir del parque natural marino anterior.

- Parque natural del mar del Coral, 1,3 millones de km². Área marina protegida de Nueva Caledonia, al este de Australia, en el mar del Coral. Es el área marina protegida más grande de Francia y la cuarta del mundo, después del Parque marino de las islas Cook o Marae Moana, de casi 2 millones de km², el Área marina protegida de la región del mar de Ross, de 1,55 millones de km² y el Monumento nacional marino de Papahānaumokuākea, de 1,51 millones de km². Entre las especies censadas, hay 25 especies de mamíferos marinos, 48 especies de tiburón, cinco especies de tortugas marinas y al menos 20 especies de aves marinas que anidan en la zona. Creado en 2014.[11]

- Parque natural marino de Mayotte, 68.300 km². En torno a la isla de Mayotte, que forma parte del archipiélago de las islas Comoras. Creado en 2010, es el segundo parque marino de Francia, en el canal de Mozambique, al oeste del océano Índico. El parque cubre aguas abiertas y la zona intermareal que rodea unas 300 islas e islotes, además de rodear Grande-Terre  y es adyacente al Parque natural marino de las islas Gloriosas, que tiene más de 43.000 km² y enlaza Mayotte con las Seychelles, Madagascar y las Comoras, parte de las Islas Dispersas del Océano Índico.

- Parque natural marino de las islas Gloriosas, 43.500 km². A la entrada del canal de Mozambique, en torno a las islas Gloriosas, en las Tierras Australes y Antárticas Francesas, en el océano Índico. Creado en 2012, en 2021 fue sustituido por la Reserva natural nacional del archipiélago de las Gloriosas. Cubre la totalidad de las islas y la parte de soberanía francesa marítima.[12]

- Parque natural marino de Martinica, 47.340 km². En torno a la isla francesa de Martinica, en el Caribe.[13] Creado en 2017, engloba toda la zona económica de la isla, por lo que protege no solo la naturaleza, sino también las actividades pesqueras y turísticas, que son muy abundantes, como se deduce de los 13.490 barcos de placer que hay en la isla. El parque engloba además los 48 islotes y roquedos situados en torno a la isla principal, así como 22 km² de manglar y 350 km de playas, con sus praderas marinas y arrecifes de coral. Hay unas 300 especies de peces litorales, 21 de cetáceos, 5 de las 7 especies de tortuga marina, 47 de coral, 25 de aves marinas, limícolas migradores, etc.[14]

## Reservas de la biosfera

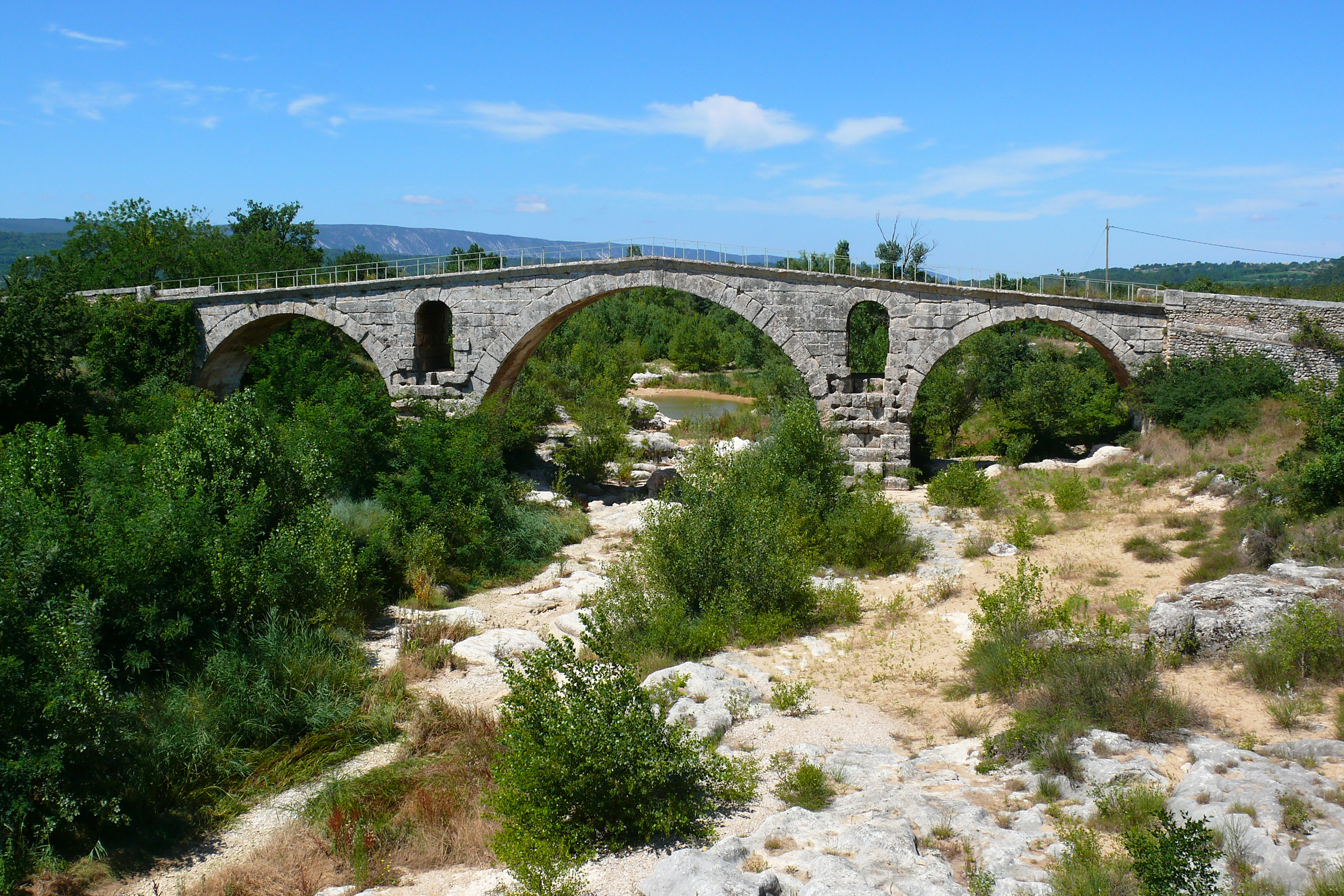
Río Calabón en la Reserva de la biosfera de Luberon Lure

- Luberon Lure, 2450 km². La reserva de la Unesco se crea a partir del Parque natural regional de Luberon (1850 km²), a ambos lados del macizo de Luberon (1125 m). En 1997 se incorpora a las reservas de la biosfera de la Unesco, y en 2010, se amplia al sur de la montaña de Lure (1825 m), hasta el pliegue sinclinal del Durance, junto a Saint-Clément-sur-Durance, en la región de Provenza-Alpes-Costa Azul.[15] El río Durance es uno de los mayores al sudeste del Ródano, que alimenta importantes humedales. La región está dominada por las llanuras y colinas regadas por varios ríos de carácter torrencial (Calavón, Largue, Lauzon, etc.), y las montañas de la Provenza, orientadas de este a oeste, con el macizo de Luberon (1125 m) y los montes de Vaucluse (1256 m), estos últimos al norte del Mont Ventoux (1909 m).[16]

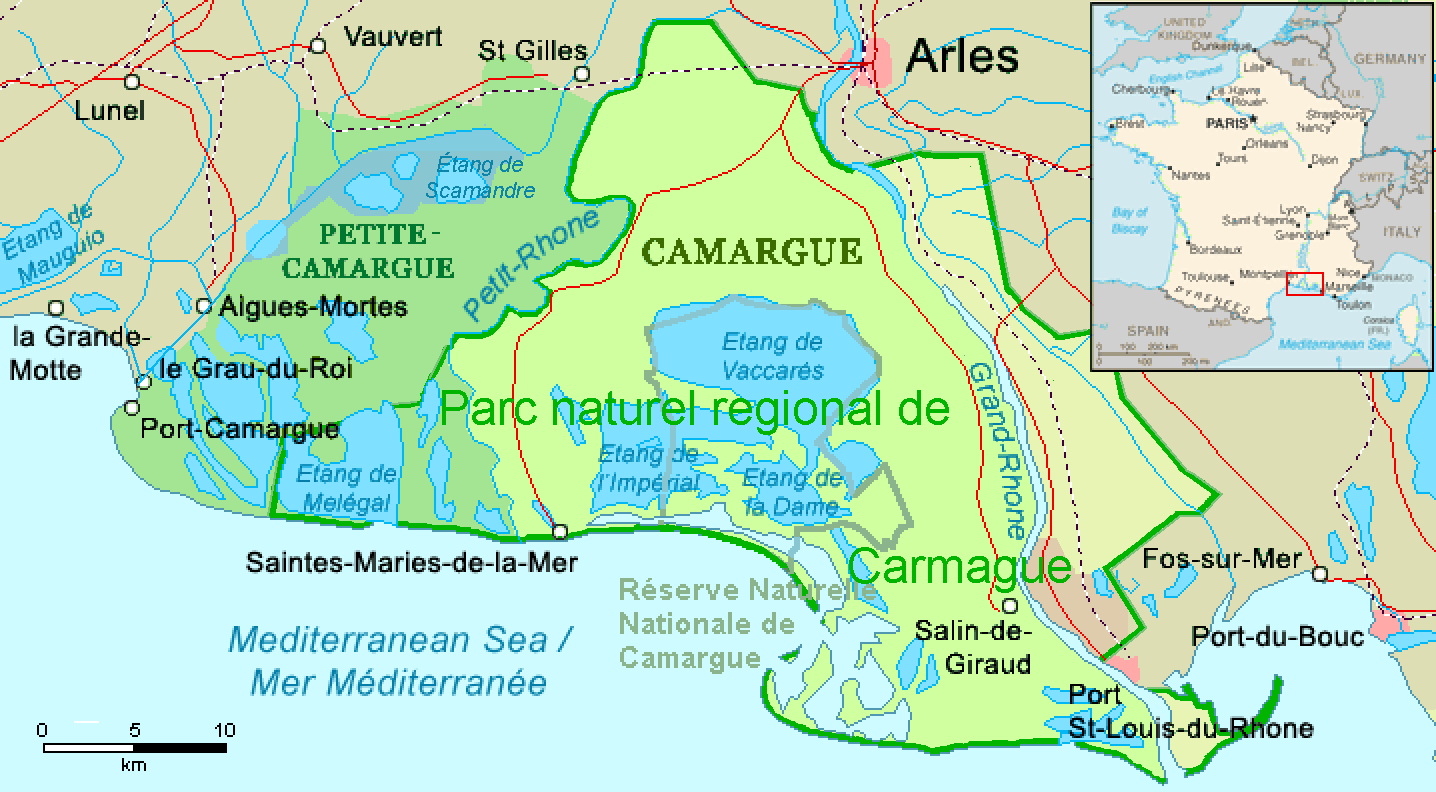
La Camarga, la pequeña Camarga y el Parque natural regional de la Camarga.

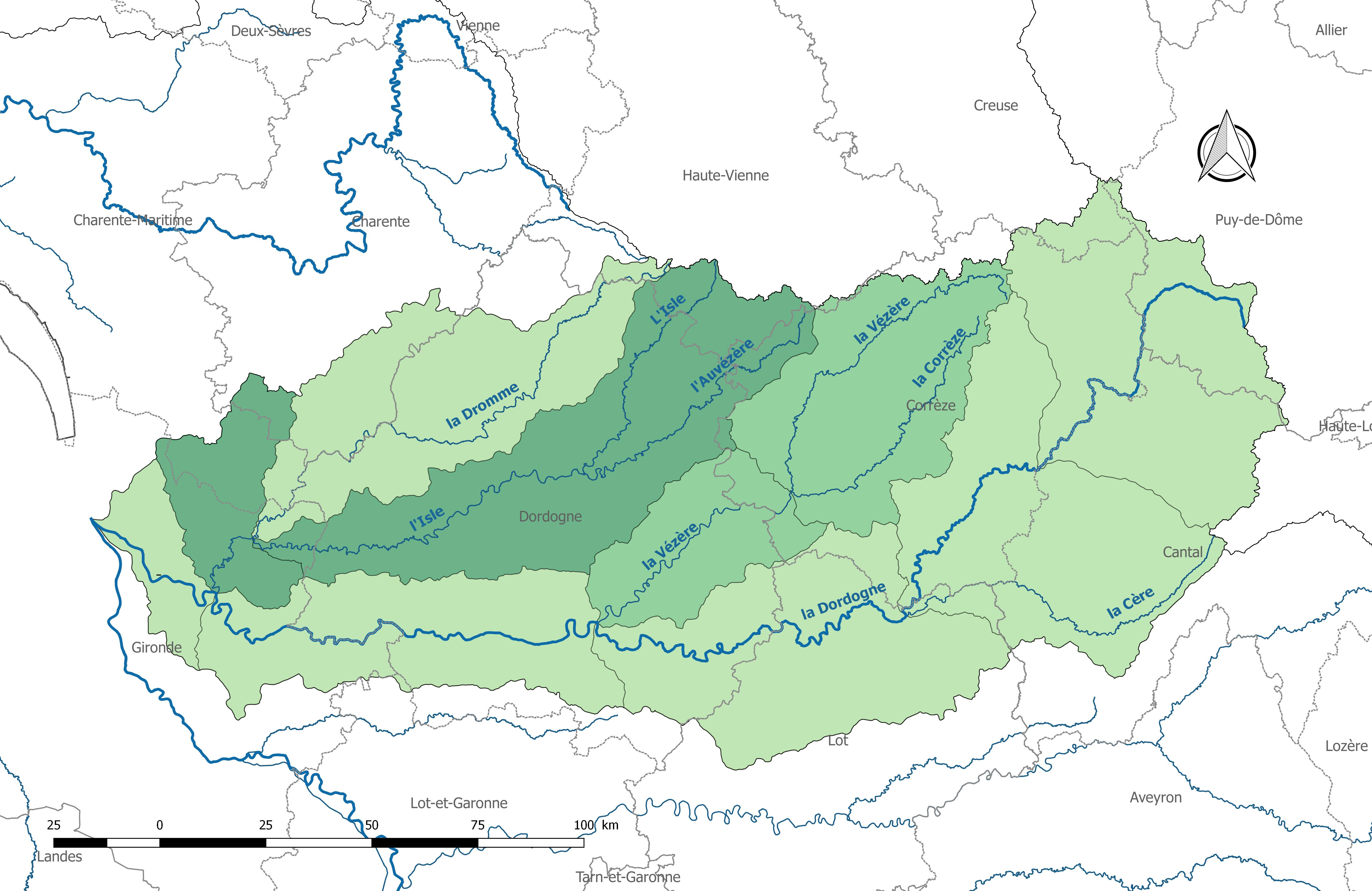
Cuenca del río Dordogna, reserva de la biosfera.

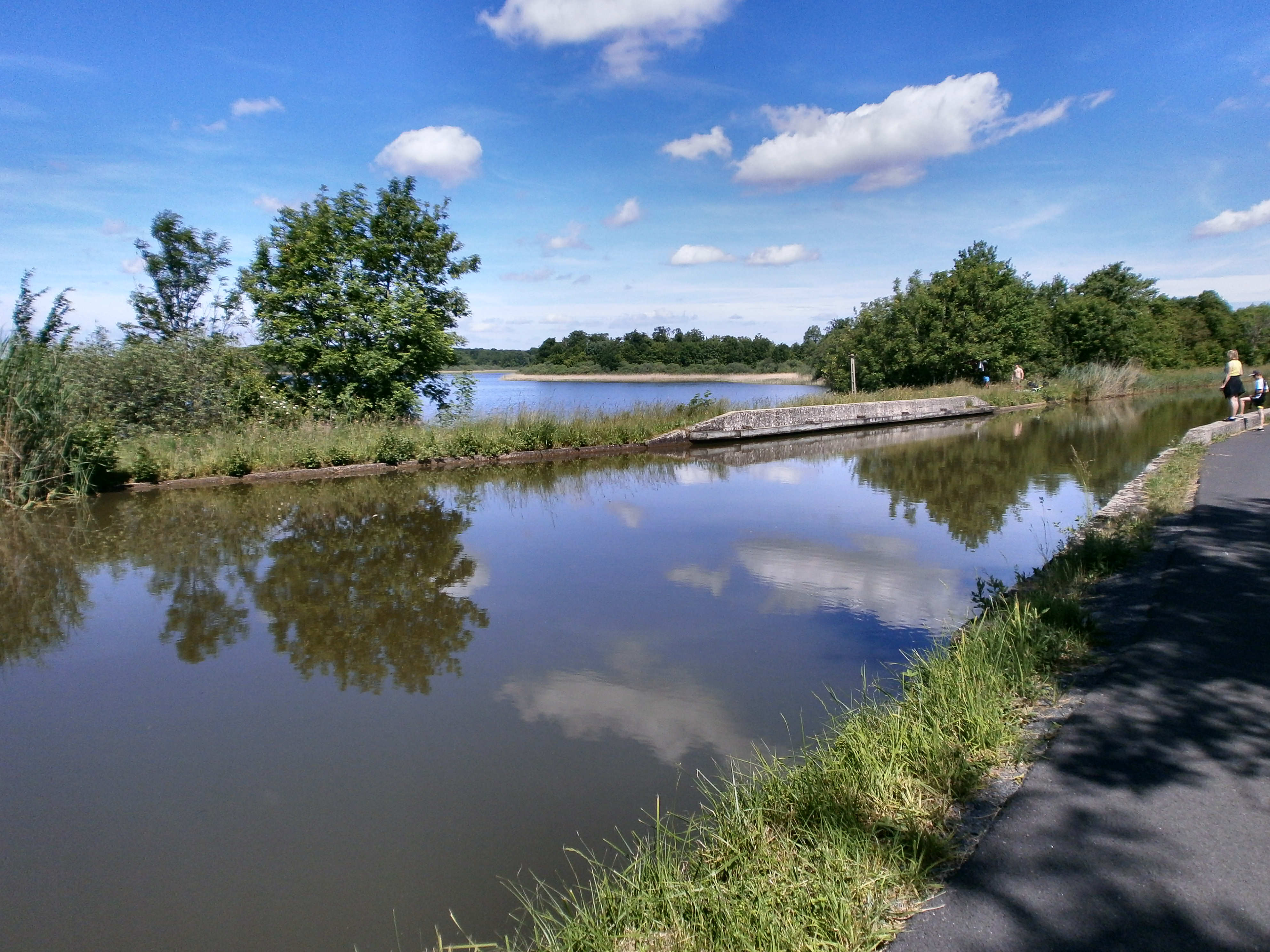
Lago Stock y canal del Sarre en la Reserva de la biosfera de Mosela Sur.

- Reserva de la biosfera de la Camargue (delta del Ródano), 3462 km², de las que 1600 km² son superficie marina. Entre el río Ródano y el mar Mediterráneo, cubre el delta biogeográfico del Ródano, un zona inmensa situada entre dos zonas muy pobladas, rodeadas por las aglomeraciones de Montpellier, Nimes, Arlés y Marsella, y la zona industrial de Fos-sur-Mer. El paisaje de la reserva es completamente llano, con depósitos aluviales de los brazos antiguos y actuales del Ródano, y cordones de dunas formadas por las corrientes marinas y las orillas históricas del Mediterráneo. Entre estas pequeñas elevaciones en parte arboladas, se reparten tierras bajas ocupadas por lagunas rodeadas de estepas salobres, marismas de juncos, explotadas en algunos casos, y lagunas, de las que, la más grande, Vaccarès, ocupa 6500 ha. Las condiciones hídricas varían según las crecidas y el clima. Los paisajes agrícolas están formados por prados húmedos y marismas salinas dedicadas a la cría de toros y caballos, antiguas marismas convertidas en arrozales, lagunas utilizadas como salinas y cultivos de huerta y viñedos en las zonas de las dunas, con una red de canales para el mantenimiento.[17] En la zona se encuentra la Reserva natural nacional de la Camarga, de 131 km2.

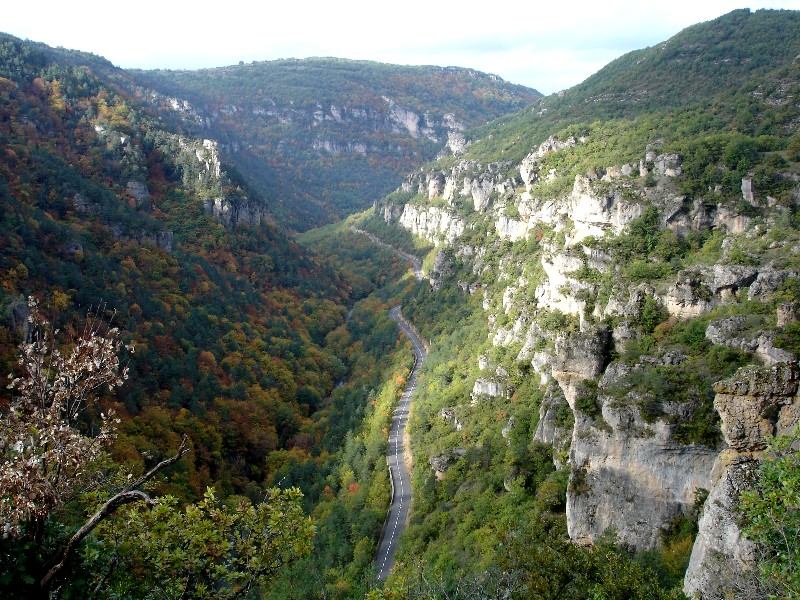
Gargantas del río Jonte en la Reserva de la biosfera de las Cevenas.

- Cevenas, 3050 km², al sur del Macizo Central, desde las mesetas calizas del Causse y las formaciones de granito del monte Aigoual (1565 m) y el monte Lozère (1699 m), a los esquistos de las Cevenas. Engloba el Parque nacional de las Cevenas, de 913 km², que forma el núcleo de la reserva. Hay unas 11.000 especies de plantas (de las que 2300 con flores y helechos, más musgos, líquenes hongos...) y unas 2410 animales, con unos 150 sitios o monumentos históricos registrados, y unas 5000 rutas marcadas a pie.[18] Es una se las zonas menos pobladas de Francia, con poco más de 40.000 habitantes. Forma parte del patrimonio de la humanidad de la Unesco como Paisaje cultural mediterráneo agropastoral de Causses y Cevenas,[19] que es mucho más amplio y engloba también el Parque natural regional de las Grands Causses.[20] El parque nacional/reserva de las Cevenas, se extiende por los departamentos de Lozère, Gard y Ardèche. Es un territorio de media montaña formado por cuatro entidades geográficas: el macizo de Aigoual, el causse Méjean (meseta calcárea que forma parte de los Grands Causses), con las gargantas del Tarn y el Jonte, el monte Lozère y los valles de las Cevenas.[21]

- Islas y mar de Iroise, 991,5 km², 48° 22′N-4° 56′E. Comprende tres islas deshabitadas, Ouessant, Sein y Molène, así como el archipiélago de Molène, que consiste en una 20 islas pequeñas y las aguas entre las islas. Posee a mayor parte de los ecosistemas atlánticos, medio marino, playas, acantilados con vegetación costera atlántica, brezales y herbazales. Los fondos marinos arenosos de las islas poseen lechos de algas de Zostera marina, laminaria y quelpo o kelp.[22]

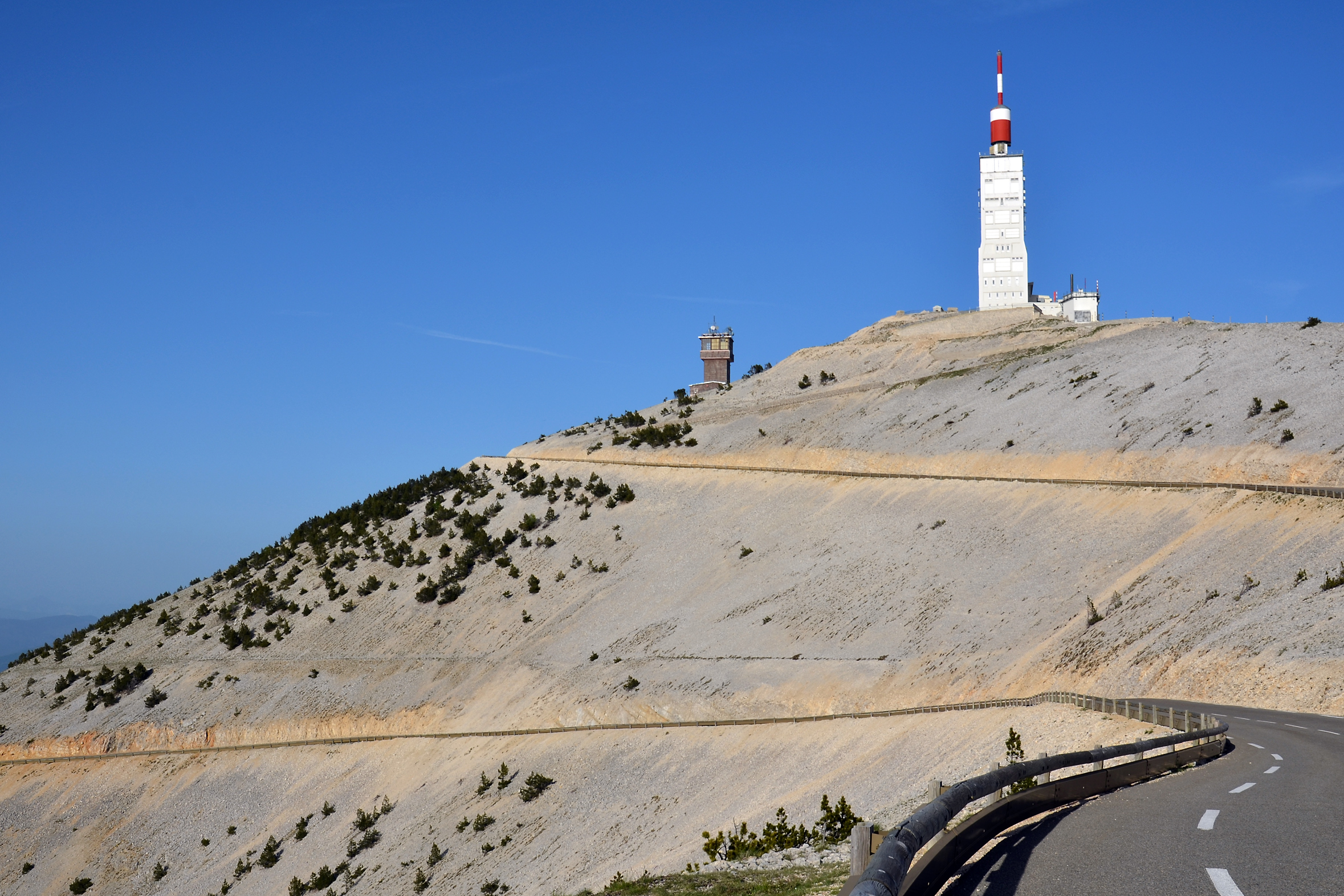
Cima del Mont Ventoux

- Monte Ventoux, unos 900 km². Cubre el tercio nordeste del departamento de Vaucluse, junto a la cuenca del Ródano. Se extiende de oeste a este desde Carpentras hasta los confines de la meseta de Albion, en el límite de los Alpes de Alta Provenza. Incluye 35 comunas. Forma parte de un continuo de nueve parques regionales en la Región Sur de Francia.[23] Hay una población de 88.273 habitantes en el parque, creado en 2020. Culmina en el Mont Ventoux, de 1910 m, y su punto más bajo es Velleron, a 55 m. En su interior hay varias áreas protegidas: 6 biotopos, 1 reserva integral, 3 sitios Natura 2000 (Mont Ventoux, Gargantas de la Nesque y Ouvèze Toulourenc), 8 espacios naturales sensibles, 11 denominaciones de origen protegido y 9 indicaciones geográficas de procedencia.[24]

- Fontainebleau y Gâtinais, 1505 km², con un núcleo de 342 km². En la Isla de Francia, a 70 km al sudeste de París. Está formada por bosques caducos de roble, pino silvestre y haya, tierras baldías, áreas de roquedos y varios humedales. El bosque se halla sobre un lecho marino arenoso del que en ocasiones surge la arena. En el siglo XVI, el rey Francisco I construyó en su interior el castillo de Fontainebleau.[25]

- Vosgos del Norte/Pfälzerwald (entre Francia y Alemania), 3018 km², con un núcleo de 19 km², una zona colchón de 700 km² y un área de transición de 2.299 km². Comprende el Parque natural regional de los Vosgos del Norte, en las regiones de Alsacia y Lorena, en el nordeste de Francia y el Pfälzerwald o Bosque del Palatinado, en la región del Palatinado, en Alemania. El objetivo de esta reserva transfronteriza pasa por establecer métodos de gestión sostenible y encontrar un equilibrio entre la naturaleza y el ser humano. El halcón peregrino, el lince y la planta aro de agua, que vive en charcas y pantanos, conviven con las más de 76.000 personas que viven en la zona francesa y las 160.000 de la zona alemana.[26]

- Reserva de la biosfera de la cuenca del Dordoña, 24.000 km², con un núcleo de 527 km². Abarca los departamentos de Cantal, Charente, Charente Marítimo, Corrèze, Dordogne, Gironde, Alto Vienne, Lot, Lot y Garona y Puy de Dôme. El Dordoña es un afluente por el lado derecho del Garona. La unión de ambos forma el estuario de la Gironde. La cuenca completa comprende el río, con sus 483 km de longitud, y sus tres afluentes de más de 100 km, el Isle, el Vézère y el Cère, así como dos afluentes del Isle, el Dronne y el Auvézère. Pertenecen a la cuenca del Dordoña los parques naturales regionales de Millevaches, de los volcanes de Auvernia y de Périgord-Limousin.[27]

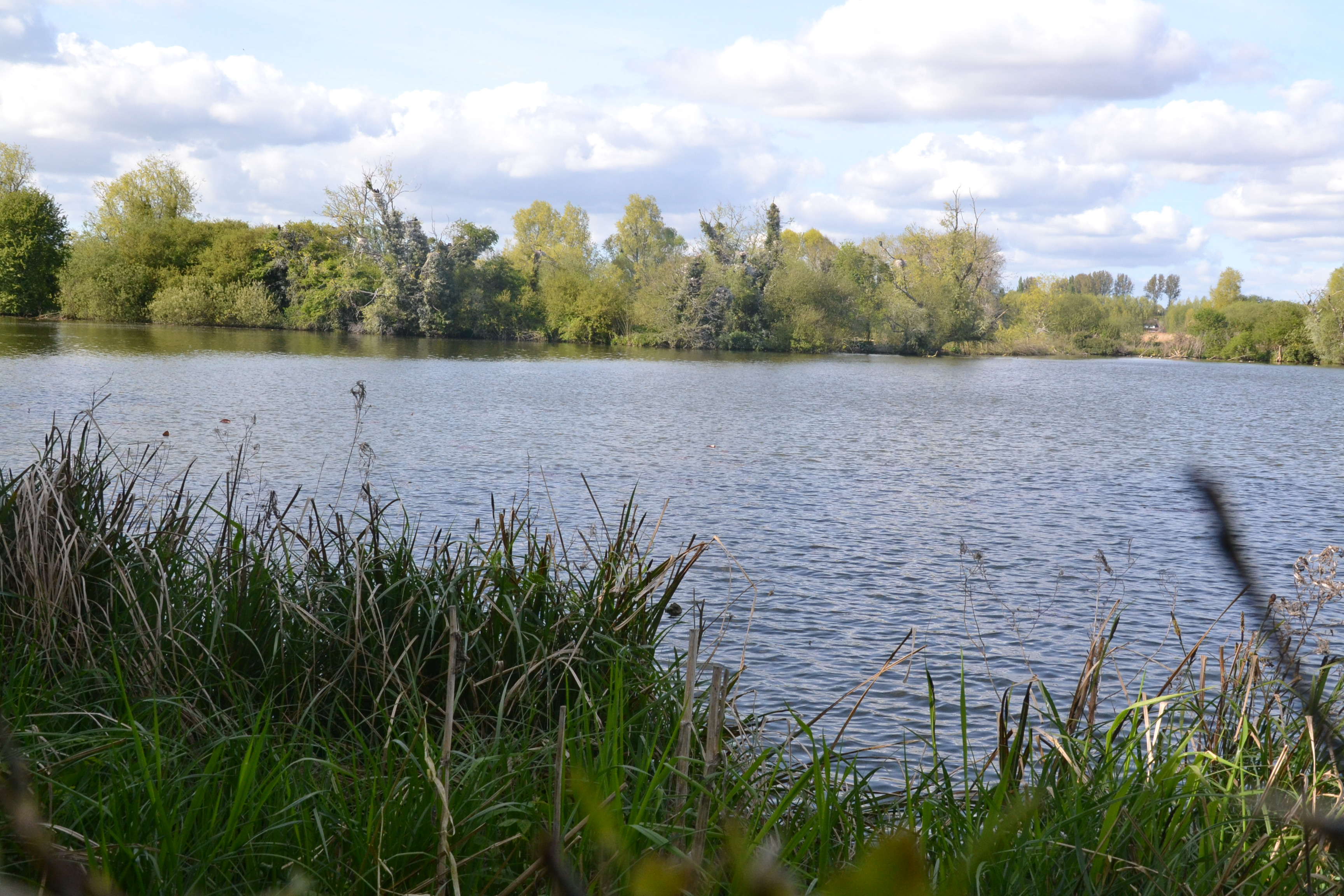
Estanque de Romelaëre, reserva natural dentro del marais Audomarois, formado por la extracción de turba.

- Marismas de Audomarois, 225 km². Entre el Artois y Flandes, la región flamenca de Bélgica, es una vasta región con 700 km de canales, 22 municipios y 68.900 habitantes. Alberga tres paisajes, la llanura costera, el Flandes interior y las colinas del Artois. Un paisaje variado, que incluye la ciudad de Saint-Omer y su humedal, sitio Ramsar, de 37 km², propiamente el marais Audomarois. Audomarois es una región natural situada en el Pas de Calais. Antiguamente, una zona húmeda de turba inundada por el mar, luego desecada, explotada por la turba y convertida en huerta, de la que todavía quedan unas 500 ha.[28][29]
- Monte Viso/Monviso (entre Francia e Italia). Se trata de una reserva transfronteriza que protege 4271 km² en Francia y 2939 km² en Italia.[30] El territorio francés está formado por pequeñas poblaciones, algunas de las cuales están en escarpadas cimas, rodeadas de picos de más de 3000 m, en una zona de media y alta montaña. El acceso está limitado por las características geográficas: gargantas, picos, carreteras sinuosas, valles apartados, un mosaico de ecosistemas que van desde los picos rocosos y áridos de las grandes alturas del macizo del Monviso (3841 m) a los bosques, formados, entre otros, por pino cembro. Destaca el bosque de Alevè, en lo alto del valle de Varaita o Varacha, 825 ha de bosque de pino bien conservado entre 1500 y 2500 m, considerado de interés comunitario por la Unión Europea.[31] Entre las especies que viven en los cursos de los ríos de alta montaña destacan la salamandra alpina de Lanza, la culebra lisa europea, mariposa apollo, la mariposa calimorfa, el gallo lira común y el armiño. Entre las plantas, Primula hirsuta blanca, Veronica allionii (verónica de Allioni) y Juncus triglumis.[32]

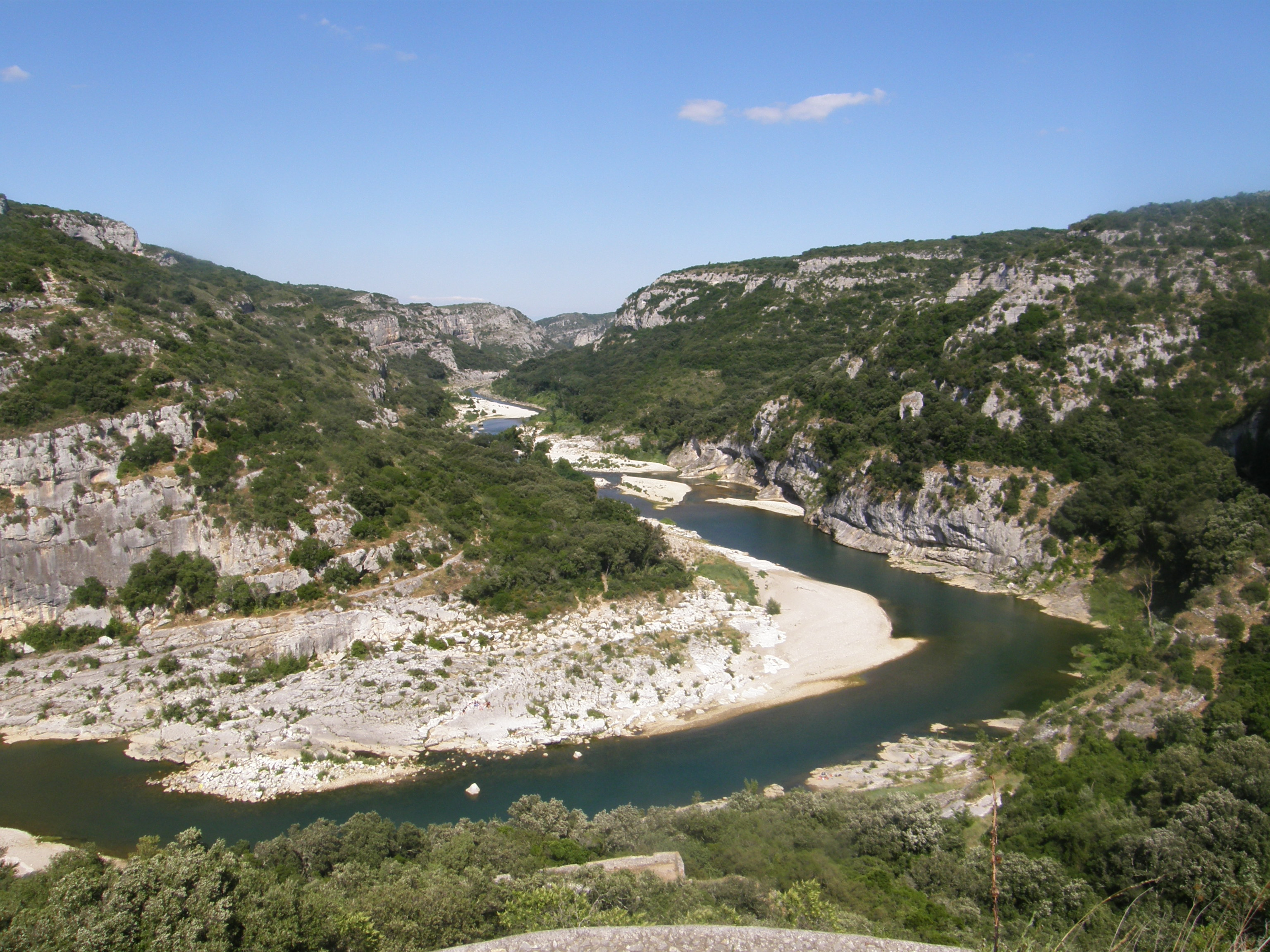
Gargantas del Gardón

- Gargantas del Gardon, 491 ha, en Occitania, en el sudeste de Francia, en el departamento de Gard, en la comuna de Sanilhac-Sagriès, a 10 km al nordeste de Nimes. Abarca la mayor parte de la vertiente norte de las gargantas del  río Gardon a lo largo de 10 km y una anchura de 1 km. La reserva engloba garrigas, llanuras agrícolas y encinares, bordeados por una aglomeración de 250.000 habitantes. El terreno es calcáreo, y en algunos lugares el acantilado tiene 150 m de altura.[33]

- Reserva de la biosfera de Mosela Sur, 1393 km². Reconocida por la Unesco en septiembre de 2021, engloba 138 comunas y 77.000 habitantes con un mosaico de paisajes, ecosistemas y patrimonio. Se incluyen en la reserva el polo de equilibrio territorial y rural del país de Sarreburgo (región natural del departamento de Mosela, en la región histórica y cultural de Lorena), junto con el Parque natural regional de Lorena, que incluye el país de los lagos (pays des étangs), al oeste de Sarreburgo, en un paisaje ondulado con numerosos lagos (Mittersheim, Stock, Gondrexange, Réchicourt, Lindre, etc., a lo largo del canal del Sarre)[34] creados en la Edad Media para desecar un terreno pantanoso y criar peces, el valle alto del Seille, refugio de especies halófitas como la salicornia de Vic, endémica de Vic-sur-Seille; el valle agrícola del Sarre y los macizos boscosos de los Vosgos.[35][36]

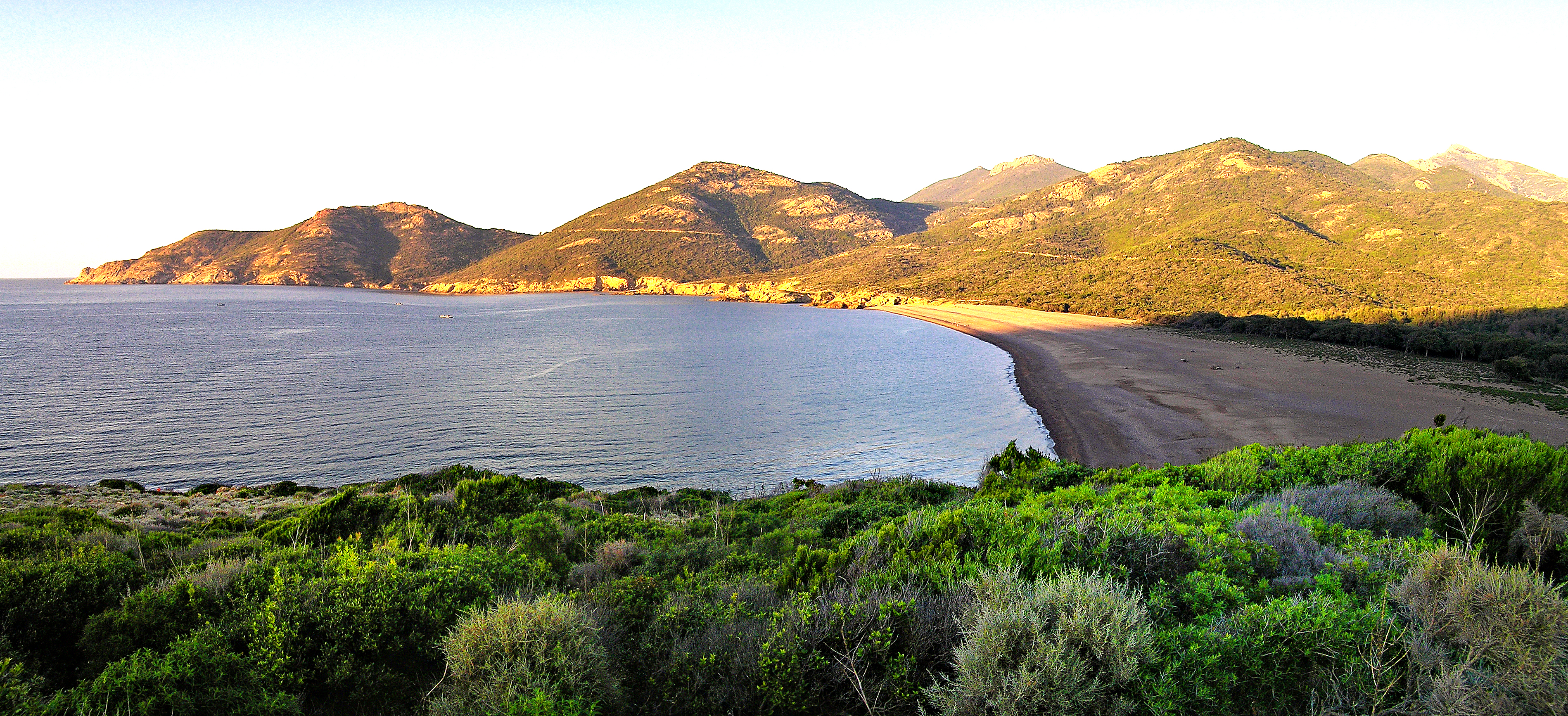
Golfo de Galéria, en la Reserva de la biosfera de Falasorma

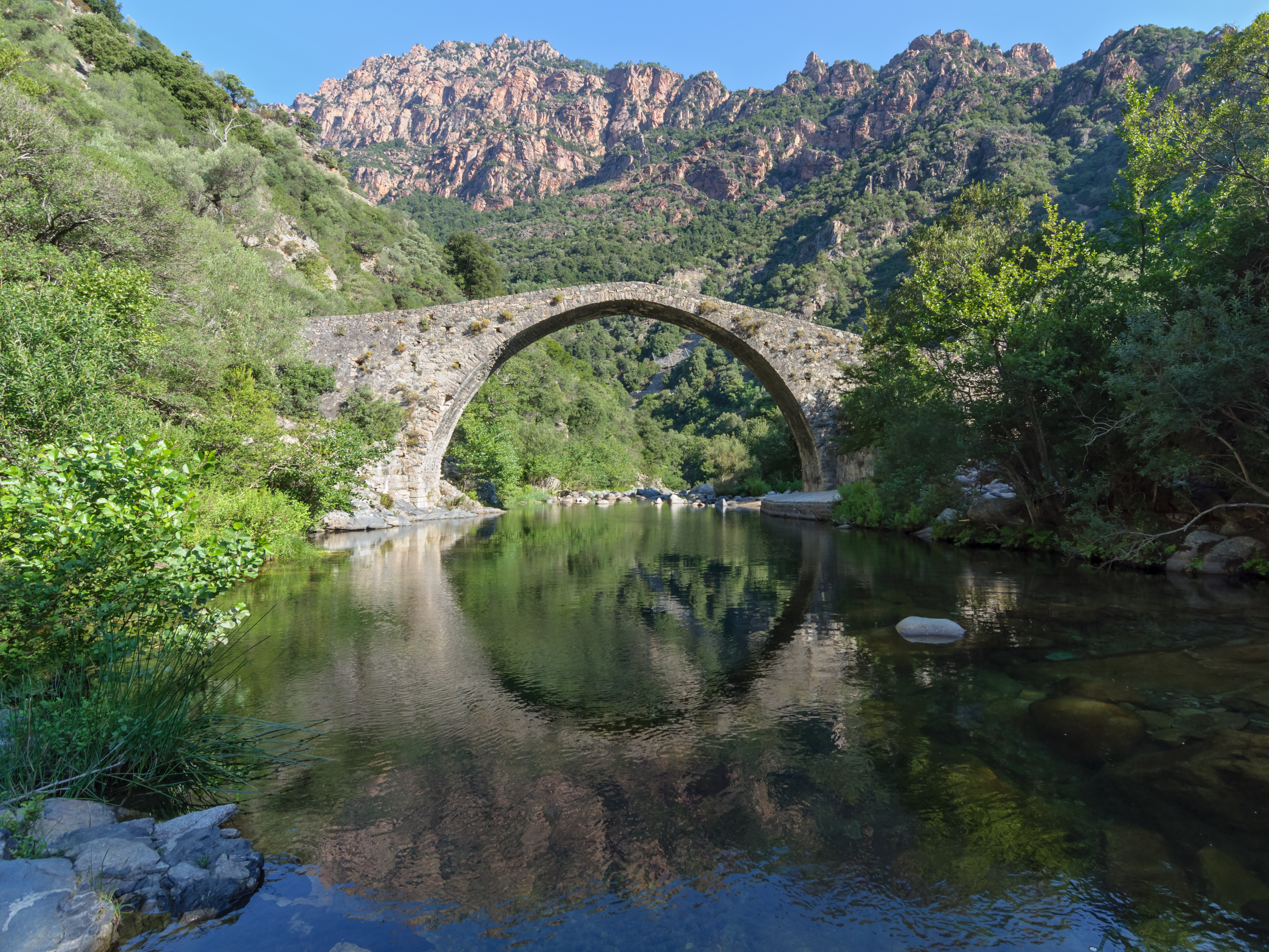
Puente genovés de Pianella, en las gargantas de la Spelunca, en la Reserva de la biosfera de Falasorma-Dui Sevi.

- Falasorma-Dui Sevi, 864 km² de los que 601 km² están en la isla y 263 km² son espacio marino. En la costa noroeste de Corcega, engloba los valles del Fango y el Portu, dos ríos que vierten en el Mediterráneo. El valle del río Fango o Fangu, un pequeño río costero de 24 km de longitud en el departamento de Alta Córcega, al noroeste de la isla de Córcega fue designado en 1977 reserva de la biosfera por la Unesco con la adición de Dui Sevi o Deux-Sevi, que es una microrregión en la costa noroccidental de la isla, entre Filosorma o Falasorma, al norte, y Deux-Sorru, al sur. Falasorma es una antigua circunscripción formada por el golfo de Galéria, el valle del Fango y una fachada marítima prácticamente deshabitada. El valle del Fango tiene una superficie de 235 km² y culmina en los 2556 m de Punta Minuta, el pico más alto de la región. El corazón del valle es el bosque de Piriu, poblado de eucaliptos, pinos marítimos y encinas centenarias, que se dice que son las más viejas del mundo. El delta del río Fango posee una gran biodiversidad por las aves, los anfibios y los reptiles. En los escarpes de la zona alta viven el muflón de Córcega (Ovis gmelini corsicano), el quebrantahuesos y el águila real.[37] La vieja Reserva de la biosfera del valle del Fango, de 251 km2, fue renominada en 1990.[38] El río Porto es un río costero de 23 km que nace a 1600 m, en su parte alta atraviesa las gargantas de la Spelunca o Spiloca, entre los pueblos de Ota y Évisa, y desemboca en el golfo de Porto en Córcega del Sur. El conjunto forma parte del Parque natural regional de Córcega, que cubre 3750 km2.

#### En Ultramar

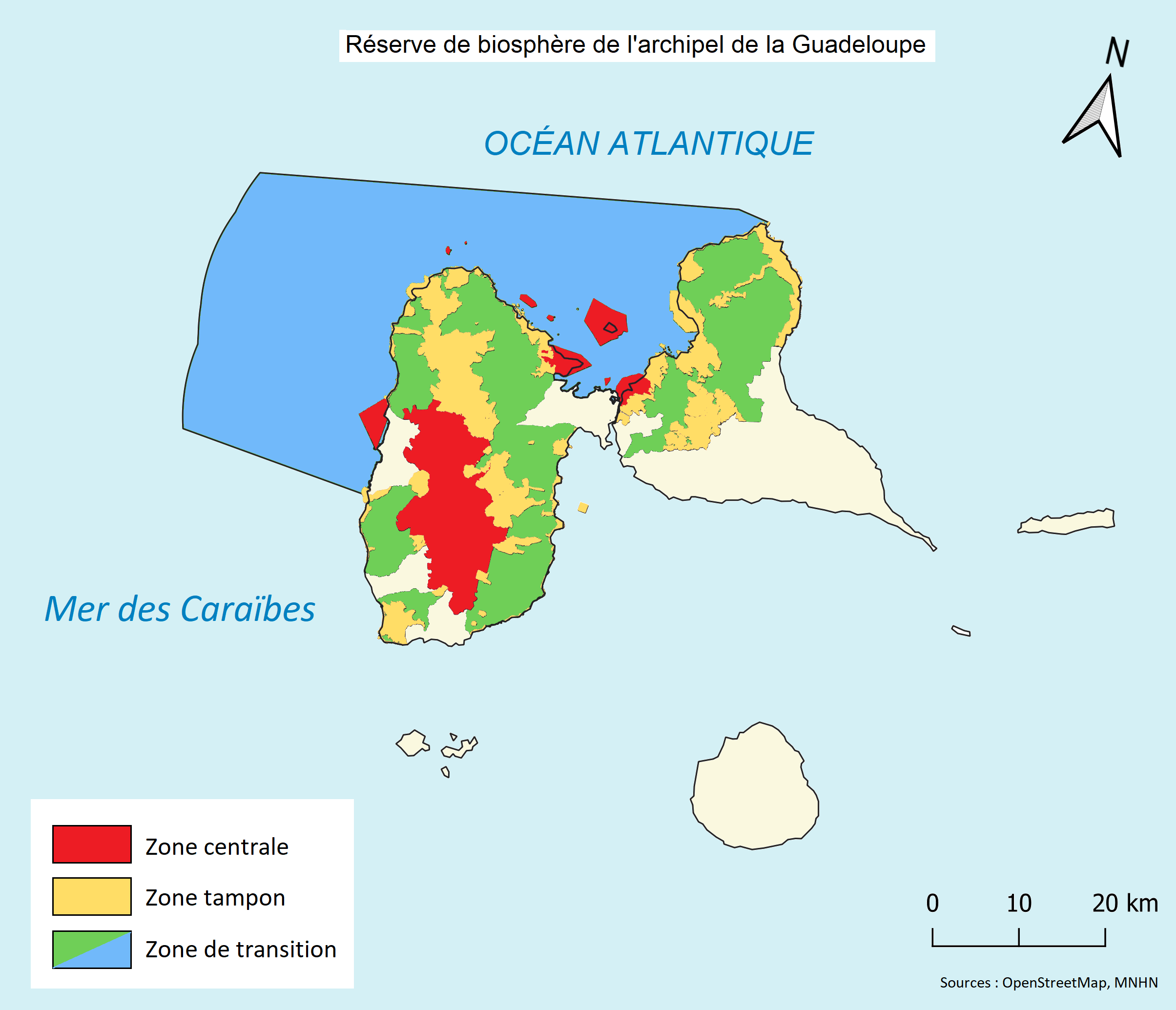
Reserva de la biosfera del archipiélago de Guadalupe.

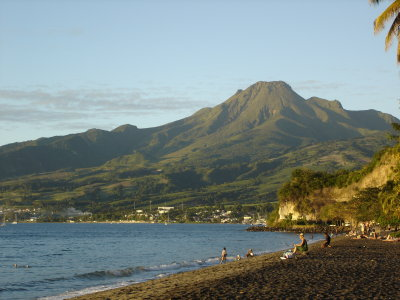
Monte Pelée, en la Martinica.

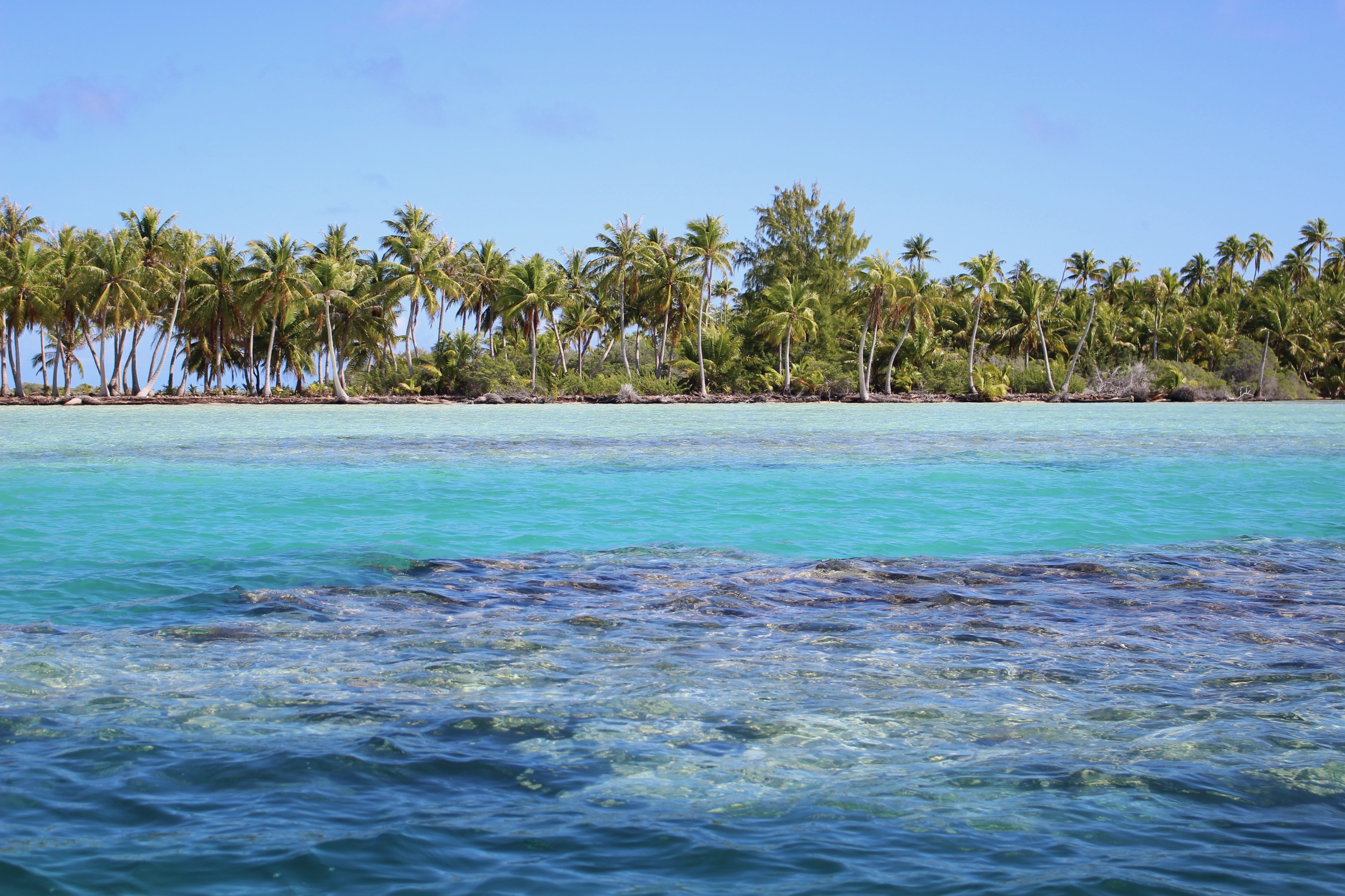
Atolón de Fakarava

- Archipiélago de Guadalupe, 2334 km², con 221 km² de núcleo, una amplia zona colchón y 1328 km² de superficie marina. Designada por la Unesco en 1992 en el Programa sobre el Hombre y la Biosfera, que pretende mejorar la relación del ser humano con su entorno. En el archipiélago hay 21 comunas y más de 210.000 habitantes. La reserva cubre totalmente la isla de Guadalupe, el Parque nacional de Guadalupe y el macizo volcánico de La Soufrière (1467 m). El núcleo está formado por el macizo forestal de Basse-Terre, los islotes Paloma con los arrecifes coralinos correspondientes, los islotes Kahouanne (20 ha) y Tête à l'Anglais, ambos al norte de Basse-Terre, el centro de la bahía del Grand Cul-de-sac (150 km2), con los manglares y marismas de Choisy y Lambis, el estuario del Grande Rivière à Goyaves, el río costero más importante de Guadalupe, en Basse-Terre, y los islotes de Fajou, Christophe, Carénage y La Biche. Hay una amplia zona de bosque tropical deshabitado al oeste de Basse-Terre, con unas 300 especies de árboles y matorrales. En la costa hay manglares, praderas marinas, esponjas gigantes, corales blandos, tortugas, pelícanos, garzas, patos, etc.[39][40] No se debe confundir con la Reserva de la biosfera de la isla Guadalupe que se encuentra en la Baja California, en el océano Pacífico, en la isla Guadalupe, y pertenece a México.

- Reserva de la biosfera de Martinica, 49.247 km². Declarada reserva mundial de la biosfera el 15 de septiembre de 2021, comprende el conjunto del territorio terrestre y marino de la isla volcánica de Martinica, situada en el Cáribe. La parte norte, montañosa, alberga los bosques del monte Pelée (1397 m), el único volcán activo de la isla, y de los Pitones de Carbet,[41] una serie de 13 pitones volcánicos al norte de la isla. Este bosque continuo, con una fauna y una flora excepcionales ocupa 150 km2 y es candidato a Patrimonio mundial de la Unesco.[42] La parte sur de la isla está formada por viejos conos volcánicos parcialmente erosionados y llanuras. La parte central de la isla es especialmente accidentada, con llanuras poco extensas y fragmentadas, fuertes pendientes y una red hidrográfica con 161 ríos. Las costas están formadas por numerosas bahías y ensenadas, con manglares, praderas marinas y arrecifes de coral.[43]

- Reserva de la biosfera de la comuna de Fakarava, 19.867 km², en la Polinesia francesa, en el archipiélago de Tuamotu, a 360 km al nordeste de Tahití. Está formada por 7 islas de origen coralino o atolones: Aratika, Fakarava, Kauehi, Niau, Raraka, Taiaro y Toau. Todos los atolones son distintos por su tamaño, forma, apertura al océano, población y actividades. Poseen lagunas interiores cerradas como las de Taiaro y Niau, y grandes lagunas abiertas al océano como la de Fakarava, de 1600 m de largo. Hay formaciones coralinas, praderas de fanerógamas marinas, lagunas de kopara, bosques primarios de puatea (Pisonia grandis), cocoteros y otras formaciones, Hay numerosas especies raras, como el alción de la Niau, ave única en esa isla.[44][45]

#### Ver también
- La carte des réserves de biosphère

## Sitios Ramsar

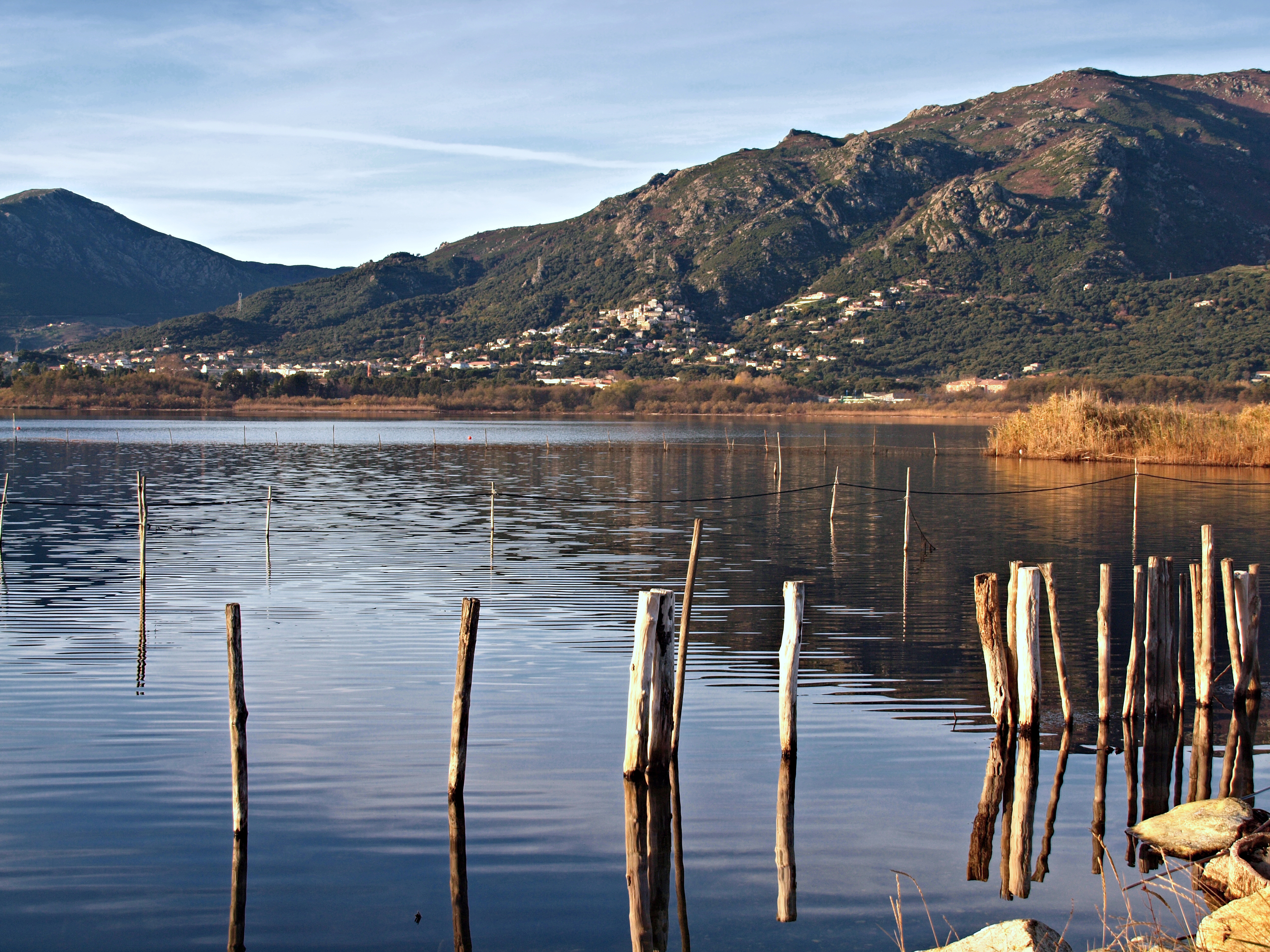
Laguna de Biguglia, en la desembocadura del río Bevinco, en Córcega, frente al mar Tirreno.

En 2022 en Francia hay 52 sitios Ramsar que ocupan 37.515 km2 en la metrópoli y en ultramar, donde hay seis. La palabra étang no se puede traducir como estanque, pues hace referencia a una superficie de agua rodeada de tierra, menor que un lago pero más grande que una balsa. Muchos lagos pirenaicos reciben el apelativo en francés de étang, y se suele traducir como lago o laguna (aunque laguna se usa para zonas costeras y superficies de poca profundidad, que suele ser el caso de los sitios Ramsar).
- Bahía de Audierne, 24 km2, 47°52'08"N 04°21'18"W, en el departamento de Finisterre, en la región de Bretaña.
- Bahía de Somme
- Bahía del monte Saint-Michel
- Valles bajos angevinos. La palabra angevino se refiere al antiguo ducado de Anjou, en la región de los Países del Loira. El sitio es una vasta llanura formada por la confluencia de cuatro ríos.[46]
- Bahía de Arcachón-Sector del delta del Leyre. El río Leyre o Eyre se encuentra en las Landas de Gascuña, su delta cubre unas 3000 hectáreas de la bahía de Arcachón, un mosaico de hábitats.[47]
- Camarga
- Laguna de Salses y de Leucate (Étangs de Leucate). Laguna costera del litoral de Languedoc, más conocida en España como laguna de Salses, de 54 km2.
- Lagunas de la Champaña húmeda. En la región de Gran Este, antes Champaña-Ardenas. Es el sitio Ramsar más grande de la Francia metropolitana. La Champaña húmeda es una gran región que se extiende, en el centro-norte de Francia, en un arco de círculo desde la Argonne, al norte, al país de Othe, al sur, y la Champaña de yeso, al oeste, y la Costa de Champaña o de Bar, al este.[48]
- Lagunas de la Pequeña Woëvre, 53 km2, 49°01'59"N 05°48'E. Parque natural regional en la Woëvre, una región natural del nordeste de Francia, en la Lorena. Una parte de la red hidrográfica que alimenta el lago de Madine ha sido modificada desde la Edad Media construyendo diques para criar peces.

Lagunas palavasianas en el Hérault

- Lagunas del Lindre, bosque de Romersberg y zonas adyacentes, 53 km2, 48°46'59"N 06°48'E. Lindre es una región del nordeste francés dividida en las comunas de Lindre Bajo y Lindre Alto, donde destaca la laguna de Lindre, la mayor laguna artificial de Francia, de 6,2 km2, formada por una veintena de lagunas de tamaño variable a lo largo de una densa red de arroyos que drenan una zona de 103 km2. Forma parte de un conjunto de 134 lagunas en el llamado país de las lagunas o pays des étangs típico de la Lorena.
- Lagunas palavasianas, 58 km2, 43°30′N 03°51′E. Sucesión de lagunas costeras unidas entre sí, en el sudeste francés, en el departamento de Hérault, al sur de Montpellier, desde la comuna de Pérols hasta Frontignan, en la región Languedoc-Rosellón,. En la costa, en la barra que separa las lagunas del mar, se encuentra la localidad de Palavas-les-Flots, que da nombre a las lagunas con su gentilicio, palavasiens en francés.
- Golfo de Morbihan, 230 km2, en Bretaña
- Gran Brière, 190 km², 47°22′N 02°10′W. Es una marisma de la costa atlántica de Francia, en los Países del Loira, al norte del estuario del Loira.
- Impluvium de Evian, 32,75 km2, junto al lago Leman, cerca de la frontera suiza, en el corazón de la meseta donde tiene su origen la popular marca de agua mineral Evian, en Évian-les-Bains, en la región de Auvernia-Ródano-Alpes. Un impluvium es un sistema de captación de aguas pluviales de la época romana.
- La Brenne, 1400 km2, región y parque natural regional conocido por sus lagos artificiales, en la región de Centro-Valle del Loira. En 2016 había unas 3000 pozas y lagunas en esta amplia meseta llena de humedales, bosques, brezales, prados y eriales.
- Lago de Grand-Lieu. Lago de llanura de 63 km2 en el departamento del Loira Atlántico.

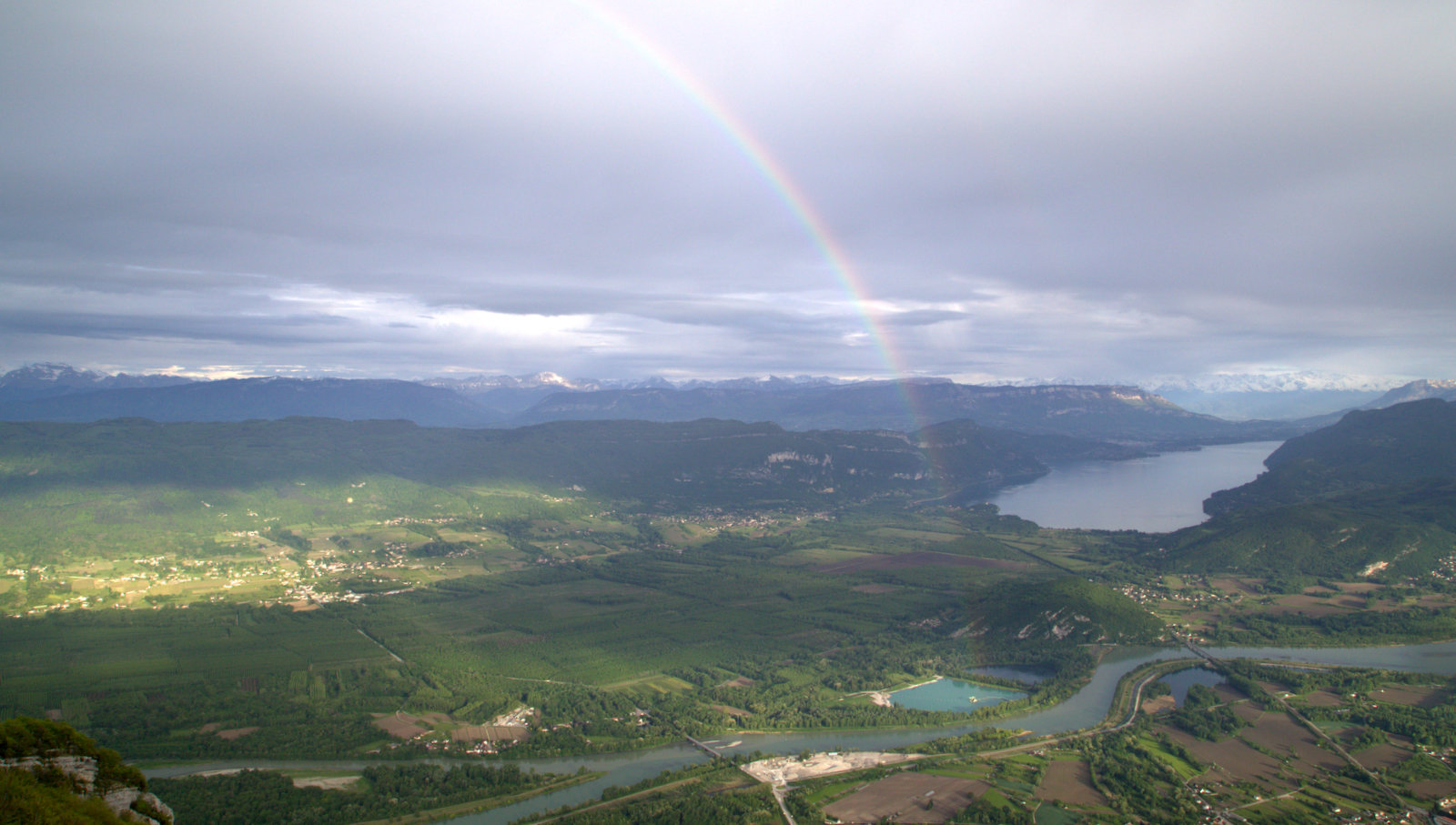
Lago de Bourget y parte meridional de la Chautagne.

- Lago de Bourget-Pantano de Chautagne, 55 km2. El lago de Bourget es el mayor lago natural de origen glacial de Francia, situado al norte del departamento de Saboya, en la región Auvernia-Ródano-Alpes. La Chautagne es una pequeña región natural francesa en una antigua cubeta glaciar cuyo fondo plano se convirtió en una llanura aluvial llena de pantanos. Estos se drenaron para plantar alamedas, pero aun se conservan unos 17,7 km2 de pantanos o humedales colindantes con el Lago Bourget, de 45 km2.
- La pequeña Camarga, 370 km2, 43°30′N 04°15′E. También denominada Camarga Gardiana, es la parte de la región de Camarga que se halla situada al oeste del Pequeño Ródano.
- Marismas de Audomarois, 37 km2, 50°46'53"N 02°15'38"E
- El Pinail, 923 ha, 46°41′N 00°30′E. Reserva natural nacional al nordeste del bosque de Moulière, en la región de Nueva Aquitania, es un complejo único de lagunas y turberas, landas y praderas húmedas, bosques de hoja ancha y resinosos que se extiende a lo ancho de una meseta de 923 ha entre dos cursos de agua, el Vienne y el Clain. Es un ejemplo de las llamadas landas poitevinas, de la antigua región francesa de Poitou, con un arbusto característico, Erica scoparia. La zona comprende más de 7500 lagunas resultantes de la extracción de roca silícea entre los siglos IX y XIX para la fabricación de muelas de molino.[49]
- Lagunas de Villepey, 255 ha. Lagunas supervivientes en la larga zona urbanizada que hay entre la Camarga y la frontera de Italia, en la Costa Azul.
- Lagunas litorales de la Narbonense, 123 km2. Parque natural regional, con cinco lagunas costeras.
- Marisma bretona, bahía de Bourgneuf, isla de Noirmoutier y bosque de Monts, 558 km2, al sur de Bretaña, en la costa atlántica. La marisma bretona o marais breton, es un humedal situado en el litoral atlántido en el lugar donde se encuentran las antiguas demarcaciobes de Bretaña y Poitou, ahora País del Loira. La bahía de Bourgneuf, antigua bahía de Bretaña, se encuentra entre el Loira Atlántico y la Vendée. La isla de Noirmoutier se encuentra en el golfo de Vizcaya, en del departamento de la Vendée o Vandea. El bosque de Monts o bosque nacional del Pais de Monts, es un bosque comunal de pinos sobre la dunas que hay en la costa de la Vendée.

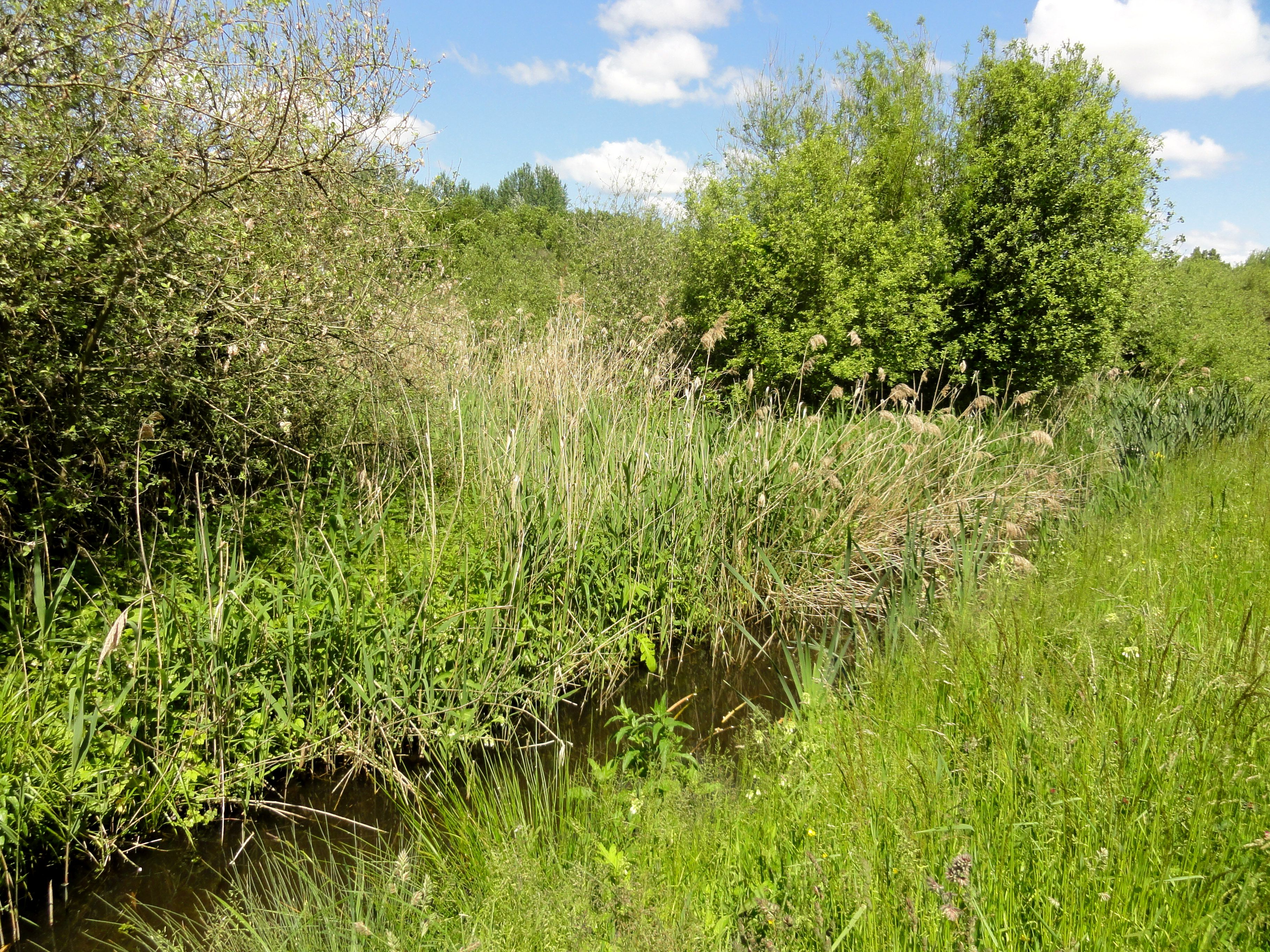
Turberas de Sacy

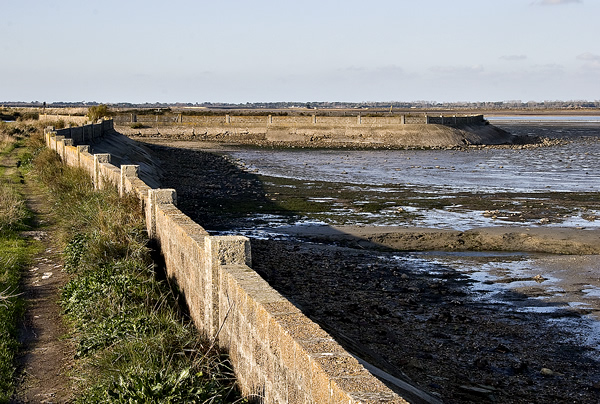
Muro que protege la bahía de Fier d'Ars y marismas de Fier d'Ars

- Humedal y turberas de Sacy, 10,7 km2. Conjunto de lagunas alcalinas al pie de la Isla de Francia, formando un conjunto de turberas de interés florístico y ornitológico en las llanuras del noroeste europeo.[50]
- Marismas de Orx y humedales asociados, 962 ha. Conjunto de humedales, al sur del departamento de las Landas, en la costa atlántica, al norte de Bayona.
- Marismas de Cotentin y de Bessin, bahía de Veys. La bahía se encuentra donde se unen los cuatro ríos que riegan el Parque natural regional de los Pantanos de Cotentin y de Bessin, en la Baja Normandía.
- Marismas de Fier d'Ars, 44,5 km2, en la bahía de Fier d'Ars, al oeste de la isla de Ré, en el Atlántico.
- Humedales y turberas de los valles del Somme y del Avre, 131 km2, en el lecho de los ríos Somme y su afluente, el Avre, con los pantanos y turberas adyacentes, al norte de París.
- Marismas saladas de Guérande y de Més, 52 km2, en el País del Loira, al oeste de Francia, frente al océano Atlántico. Consiste en marismas saladas, llanuras de marea y cinturones de dunas formadas hace nueve mil años. El área protegida tiene un dique para evitar que se inunde durante las mareas.
- Turbera Vernier y valle del Risle marítimo, 96 km2. Marismas aluviales, llanuras de marea, estuarios, ríos, turberas y una red de diques y agua dulce. La turbera Vernier es un meandro muerto del Sena que forma la turbera más importante de Francia.
- Rin superior/Oberrhein, 224 km2, 48°25′N 07°45′E. Reserva natural nacional en Alsacia que cubre las riberas del Rin en su parte superior a lo largo de 170 km. Cubre bosques pantanosos, humedales, canales y tierras agrícolas.
- Riberas del lago Lemán, 19,15 km2, 46°21'N 06°22'59"E. Reserva natural y reserva de caza. En la antigua región de Ródano-Alpes. Varias zonas separadas  a orillas del lago Lemán, con terrazas aluviales, islas de grava, dunas lacustres, carrizales y parte de los ríos Dranse, Redon, Foron y Vion.[51]
- Salinas de Hyères, 900 ha, 43°04'59"N 06°10'59"E. Zona natural de interés ecológico, faunístico y florístico en uno de los mayores humedales de la costa mediterránea, en la región de Provenza-Costa Azul. Consta de dos partes, la salina de Pesquiers y las Viejas Salinas.[52]
- Turberas y lagos de la montaña del Jura, 121,6 km2, 46°42'08"N 06°08'12"E.
- Valles del Scarpe y el Escault, 276 km², 50°25'58"N 03°25'27"E.

#### Sitios Ramsar en Córcega

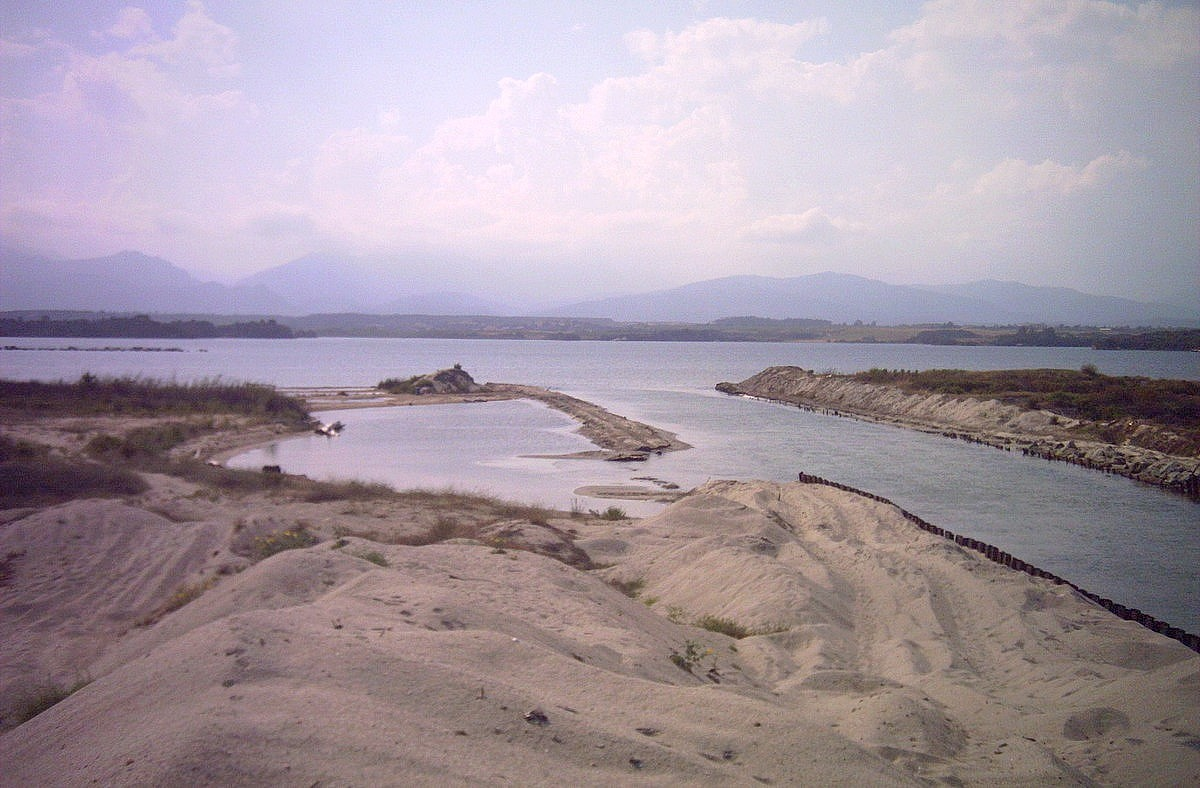
Laguna de Urbino en la Alta Córcega.

- Laguna de Biguglia (Étang de Biguglia), en Córcega, en la desembocadura del río Bevinco, frente al mar Tirreno, donde se forma una laguna costera de 14,5 km2.
- Laguna de Palo (Étang de Palo). Laguna costera salina de 2,12 km2 en la costa este de Córcega, al norte del río Travo y al sur de Ghisonaccia.
- Laguna de Urbino, en el este de Córcega. Con 790 ha es la segunda de la isla. Es una laguna marítima separada del mar Tirreno por un cordón litoral.
- Lagunas temporales de Tre Padule de Suartone, 218 ha, 41°28'N 09°13'59"E.
- Turbera de Moltifao, 33 ha,  42°28'51"N 09°09'12"E. Reserva natural forestal y área de protección de biotopo. Turbera activa al sudeste de la isla.

#### Sitios Ramsar en ultramar

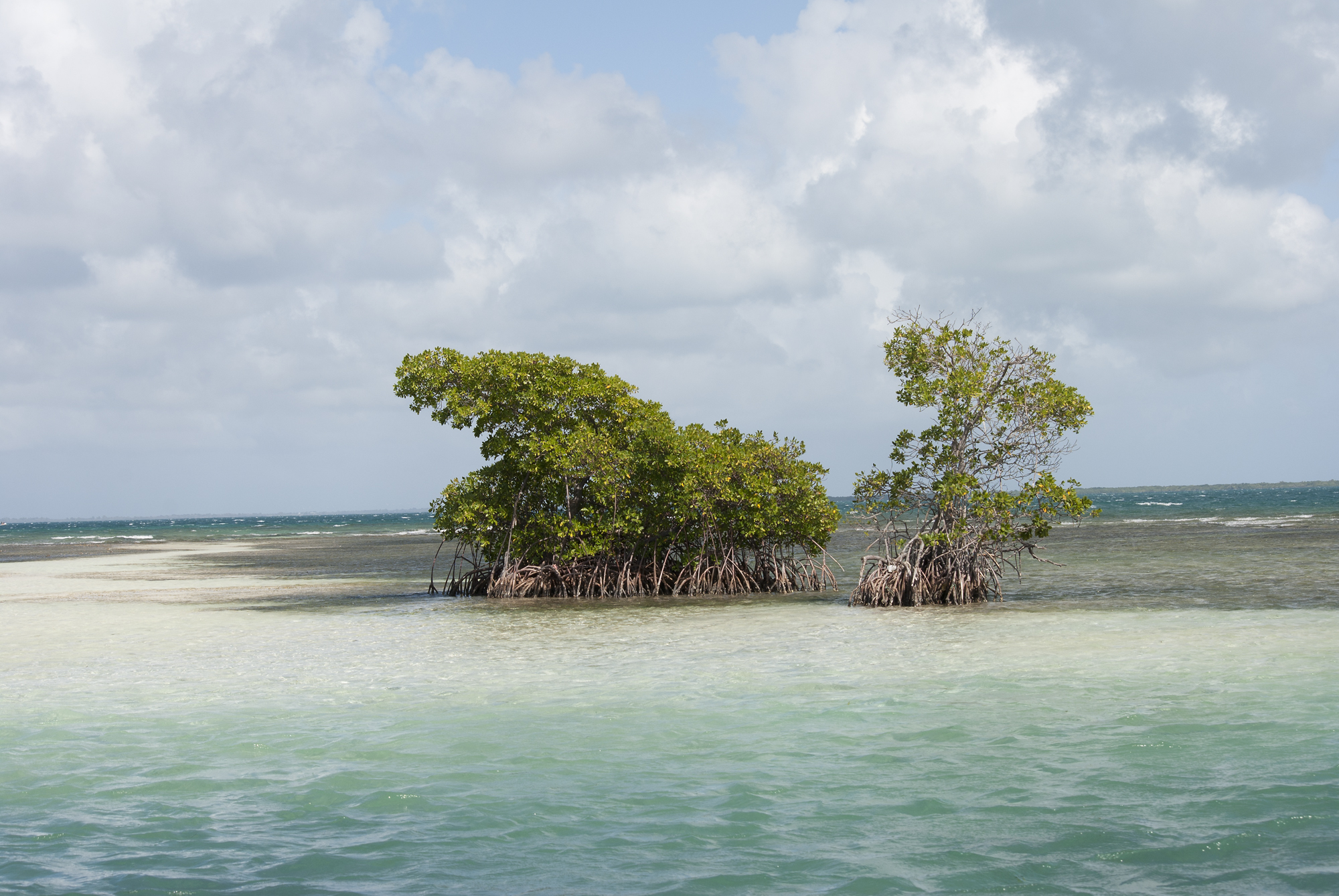
Manglar sobre un islote en el Grand Cul-de-sac marino del archipiélago de Guadalupe, en el Caribe.

- Bajo Mana. El río Mana se encuentra en la comuna de Mana, en la Guayana francesa.
- Estuario del río Sinnamary. En la Guayana francesa.
- Laguna de Saint Paul (Étang de Saint-Paul), 485 ha, 20°59'59"S 55°17'30"E. Laguna costera de 4,15 km2 en el noroeste de la isla de Reunión.
- Laguna de Salines, 207 ha, laguna costera en el sur de Martinica.
- Grand Cul-de-sac marino de Guadalupe, 295 km2, 16°19'26"N 61°35'27"W. Es una bahía de la isla de Guadalupe que tiene 150 km2 y es reserva natural además de sitio Ramsar. Se halla entre las islas de Basse Terre y Grand Terre, que están unidas por un istmo.
- Isla Europa, isla tropical de 28 km² de superficie, ubicada en el canal de Mozambique, aproximadamente a mitad de camino entre Madagascar y Mozambique a 22°20′S, 40°22′E. Posee 22,2 km de litoral pero no cuenta con puertos.
- Laguna de Moorea, 50 km2, 17°30'S 149°49'59"W. En la Polinesia francesa.
- La Vasière des Badamiers, 115 ha, en la isla de Mayotte, parte de un archipiélago ubicado entre el Canal de Mozambique y en el océano Índico.
- Marismas de Kaw, en Guayana
- Reserva natural nacional de las tierras australes francesas
- Humedales y marismas de Saint Martin, en las Antillas
- Lagos del Gran Sur neocaledoniano, 439 km2, 22°09'19"S 166°46'06"E. En la Provincia Sur, en Nueva Caledonia, en Oceanía.

## Patrimonio natural de la Humanidad

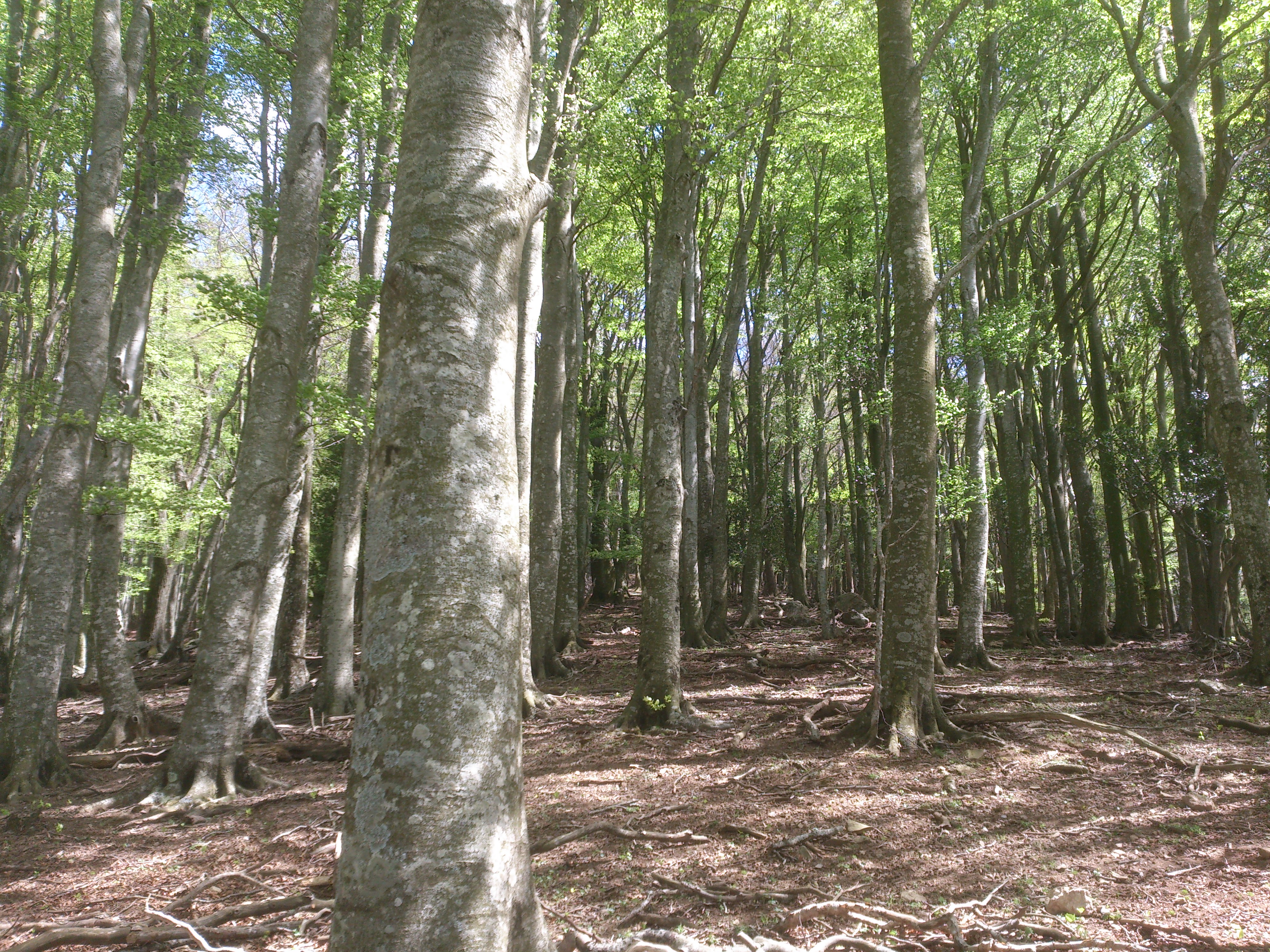
Hayedo del bosque de la Maçana

- Hayedos primarios de los Cárpatos y otras regiones de Europa. Comprenden 94 áreas de 18 países, entre ellos Francia. Cubre en total 981 km2, con una zona colchón de 2947 km2. En Francia, incluye los bosques de Chapitre (371 ha), en los Altos Alpes, al noroeste de Gap, Grand Ventron (257 ha), en los Vosgos, y Massane (121 ha), en los Pirineos Orientales. Este último forma parte de la Reserva natural nacional del bosque de la Maçana, en los Pirineos Orientales.[53]

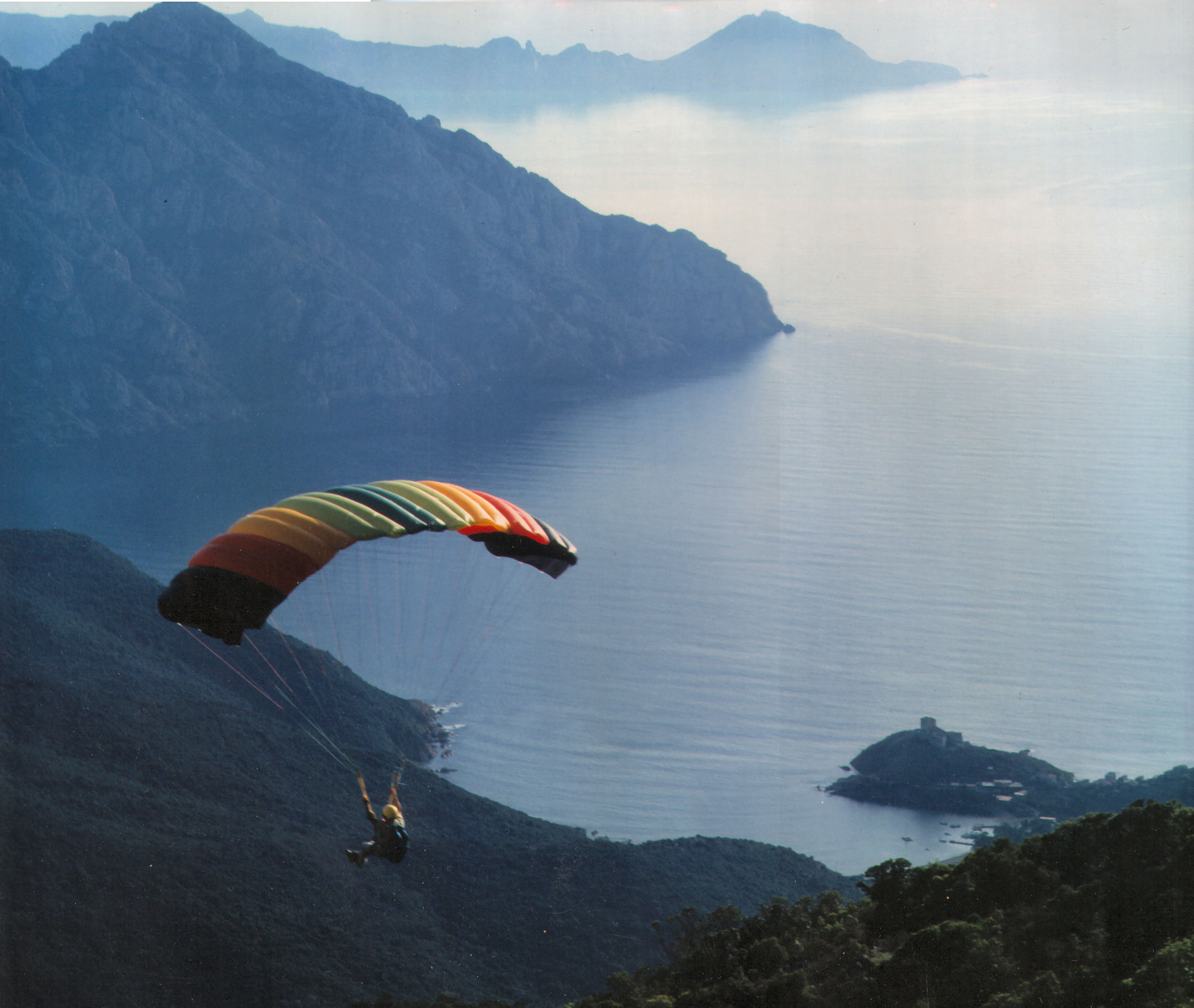
Vista del golfo de Girolata

- Cadena de los Puys-Falla tectónica de Limaña, 242 km2. Situada en el centro de Francia, el sitio comprende la larga falla de Limaña, el alineamiento de los volcanes de la Cadena de los Puys y el relieve inverso de la montaña de la Serre, al sudeste de la cadena.[54] En la región de Auvernia-Ródano-Alpes.[55]
- Tierras Australes y Antárticas Francesas, 672.969 km2. Comprende las mayores tierras emergidas en el sur del océano Índico, el archipiélago de Crozet, las islas de Kerguelen, las islas de Saint Paul y Ámsterdam, así como 60 pequeñas islas subantárticas.[56]
- Golfo de Porto: Calanques de Piana, Golfo de Girolata, Reserva natural de Scandola, 118 km2. Forma parte del Parque natural regional de Córcega.[57]
- Lagunas de Nueva Caledonia: diversos arrecifes y ecosistemas asociados, 15.743 km2
- Pitones, circos y escarpes de la isla de Reunión, 1058 km2. Coincide con la parte central del Parque nacional de Reunión, que cubre el 40 por ciento de la isla.[58]